# Комора

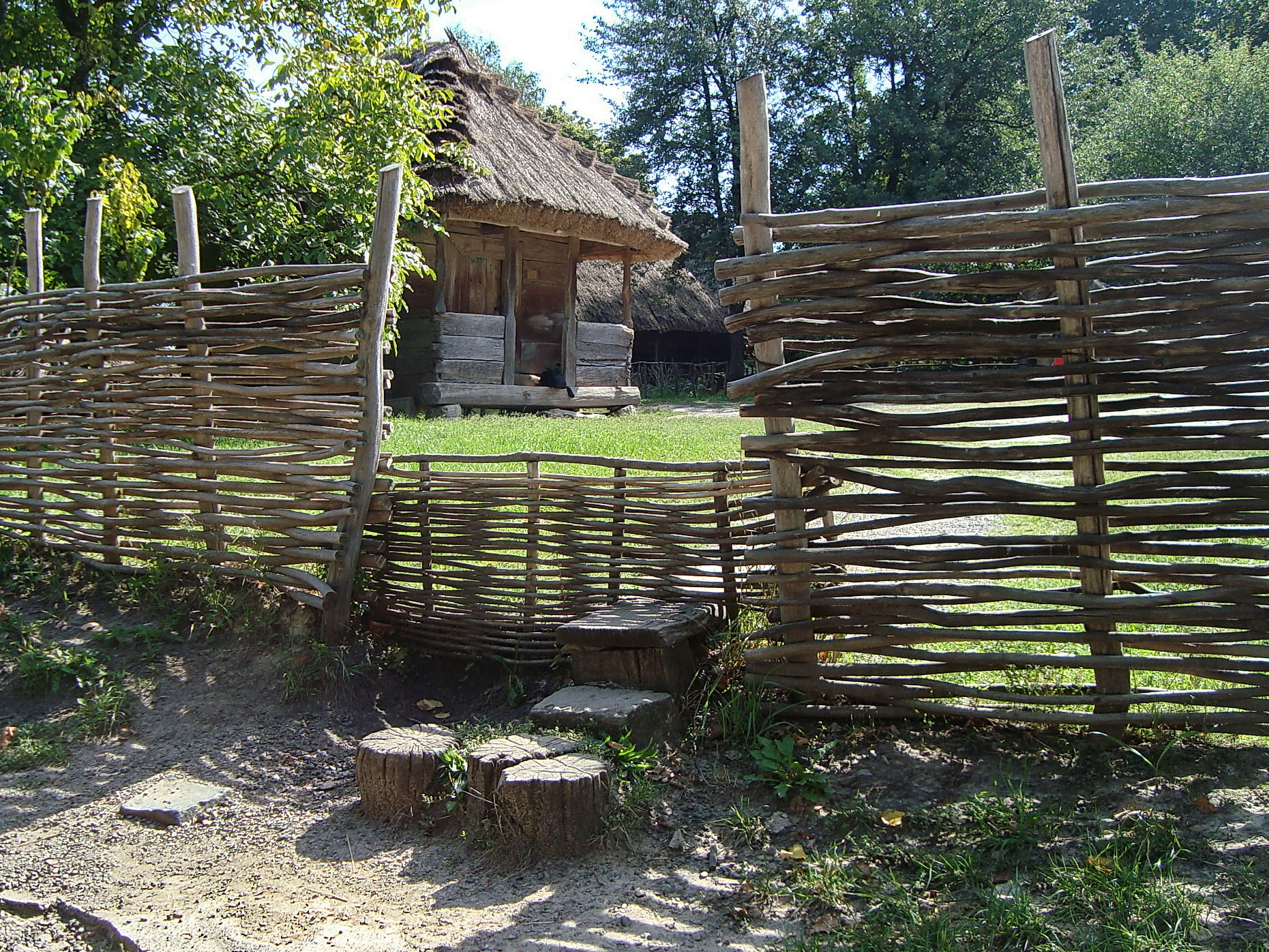
Перелаз і комора з с.Сухини Корсунь-Шевченківського р-ну Черкаської обл. (Київ, Пирогів)

Комо́ра — окрема будівля для зберігання зерна тощо; приміщення в житловому будинку, де тримають продукти харчування, хатні речі тощо; приміщення або окрема будівля, призначена для зберігання продуктів сільського господарства, а також окремих речей побутового чи господарського вжитку, посуду, припасів та ін. Рідко, те саме, що склад, кліть. Найраніше назва «комора» згадується в Київському та Галицько-Волинському літописах.

## Назва

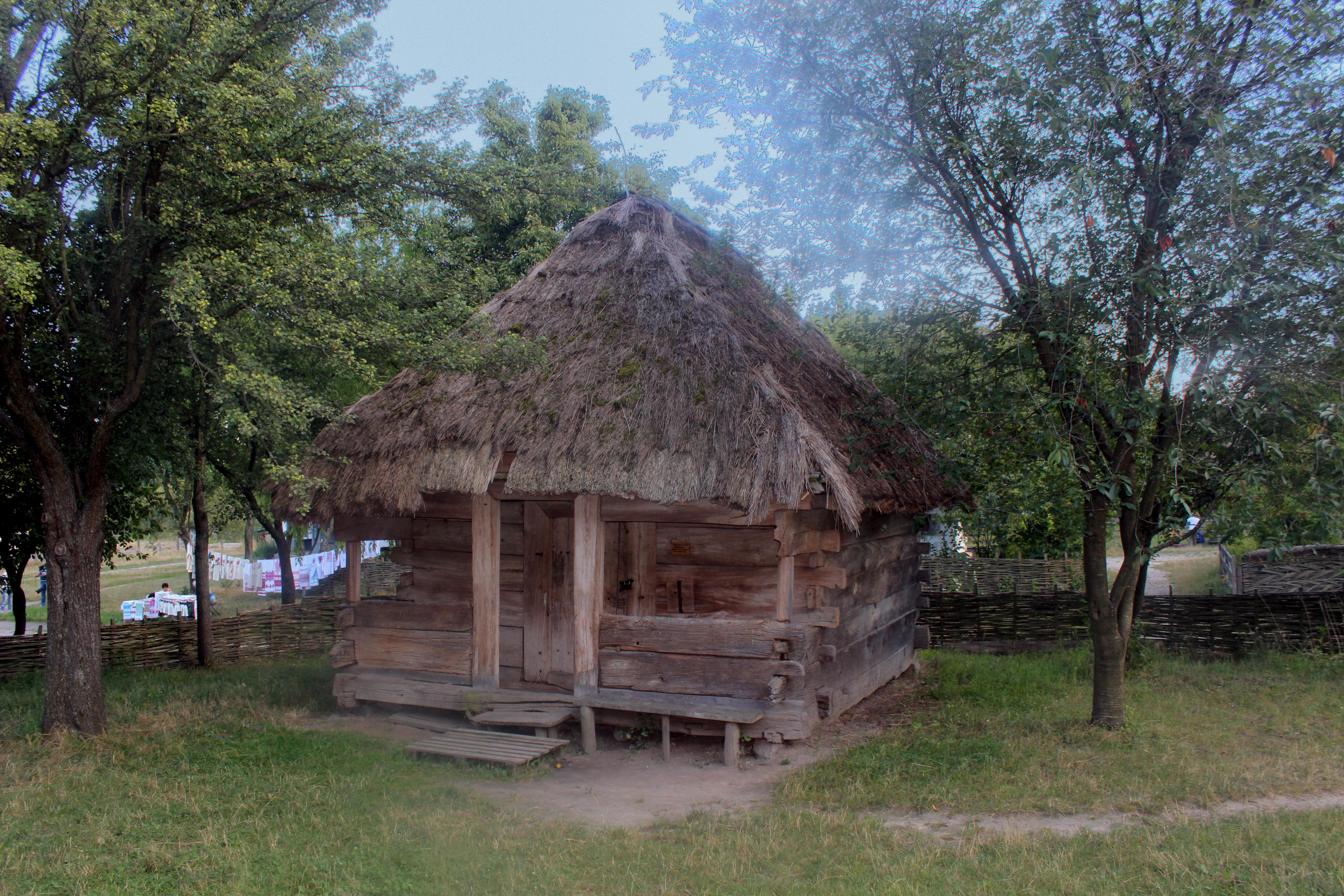
Комора з села Моринці Звенигородського району Черкаської області (Київ, Пирогів)

Слово комора також «камора, каморка, комирка» походить від грецького грец. καμάρα або лат. camara, і того ж походження й слово «камера».
У праслов'янській мові функціонувало слово jata «комора; охорона».
Наприкінці праслов'янської спільноти поблизу житла почали зводити будівлі для домашніх тварин: xlěvъ «хлів», obora «обора», konura «конура», kotṷхъ «хлів для дрібної худоби; свинарник», а простір навколо дому з усіма іншими будівлями і подвір'ям, який обносили тином, утворював двір (dvorъ).
Поряд з комора, вживалися назви жи́тниця, хлібни́ця, розм. инба́р / амба́р (через тюркське посередництво від перс. anbār; згідно зі словником Грінченка, так називалися комори у вигляді окремих будов), хижа, як діалектна — спижарня, / спіжарня на Бойківщині та Лемківщині шпихлі́р (пол. śpichler, szpichlerz < сер.-в.-нім. spīcher). Відоме в значенні «комора» і слово магазин (зараз так частіше називають крамницю). Комора для зерна й борошна називалася й гамазе́й, гамазе́я (метатеза слова магазин, очевидно, під впливом гамза́ — «казна»). Комору могли називати й кліттю, опалювана жаровнею комірчина в сінях (у поліщуків) відома як сте́бка. Також слово "комора" використовувалось на позначення горнила в передній частині горна горизонтального типу, звідки по жаропровідних каналах гаряче повітря надходило у випалювальну камеру.

## Історія

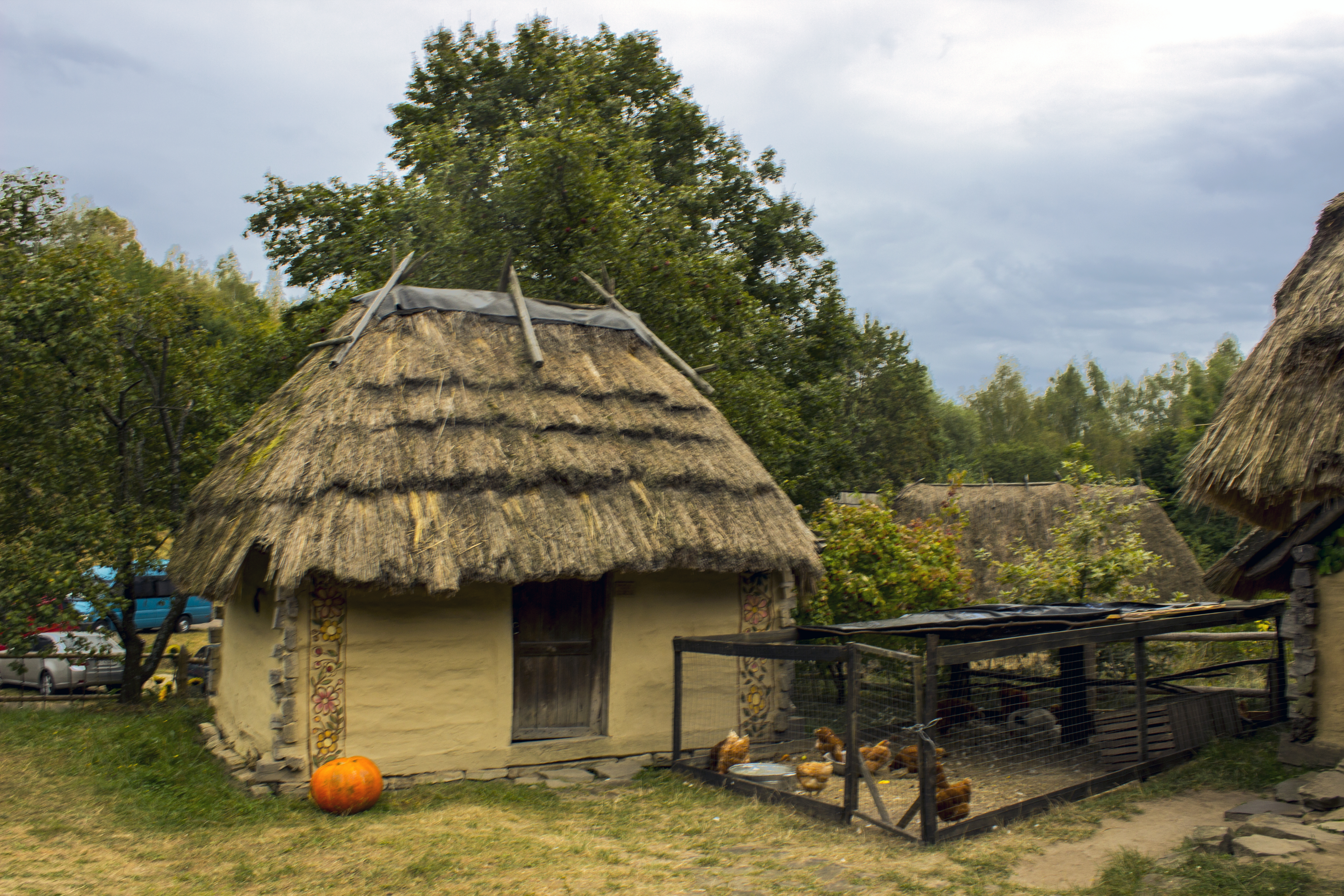
Комора з села Медведівці Мукачівського району Закарпатської області (Київ, Пирогів)

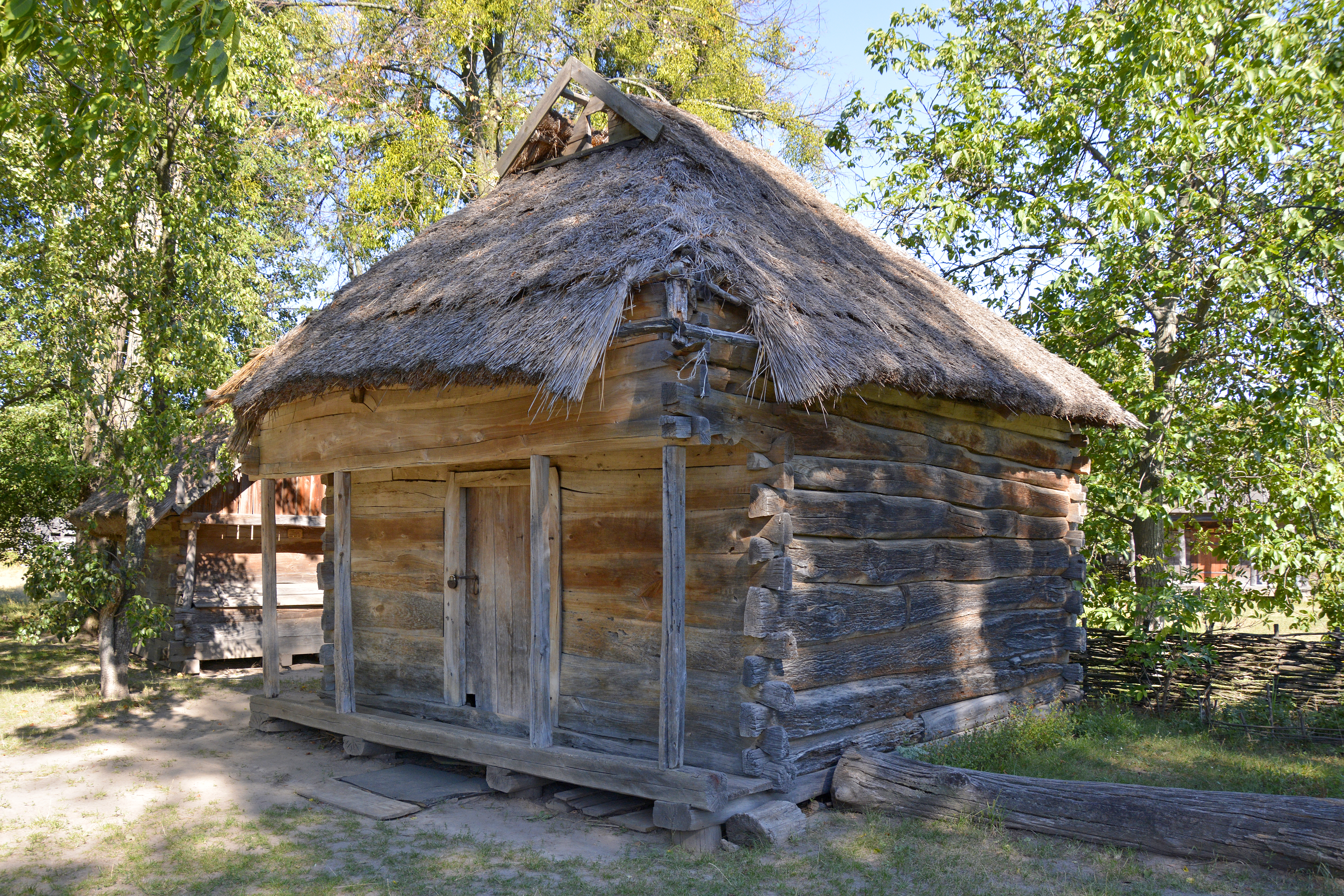
Комора з села Савинці Миргородського району Полтавської області в Національному музеї народної архітектури та побуту України в м.Пирогів, поблизу Києва

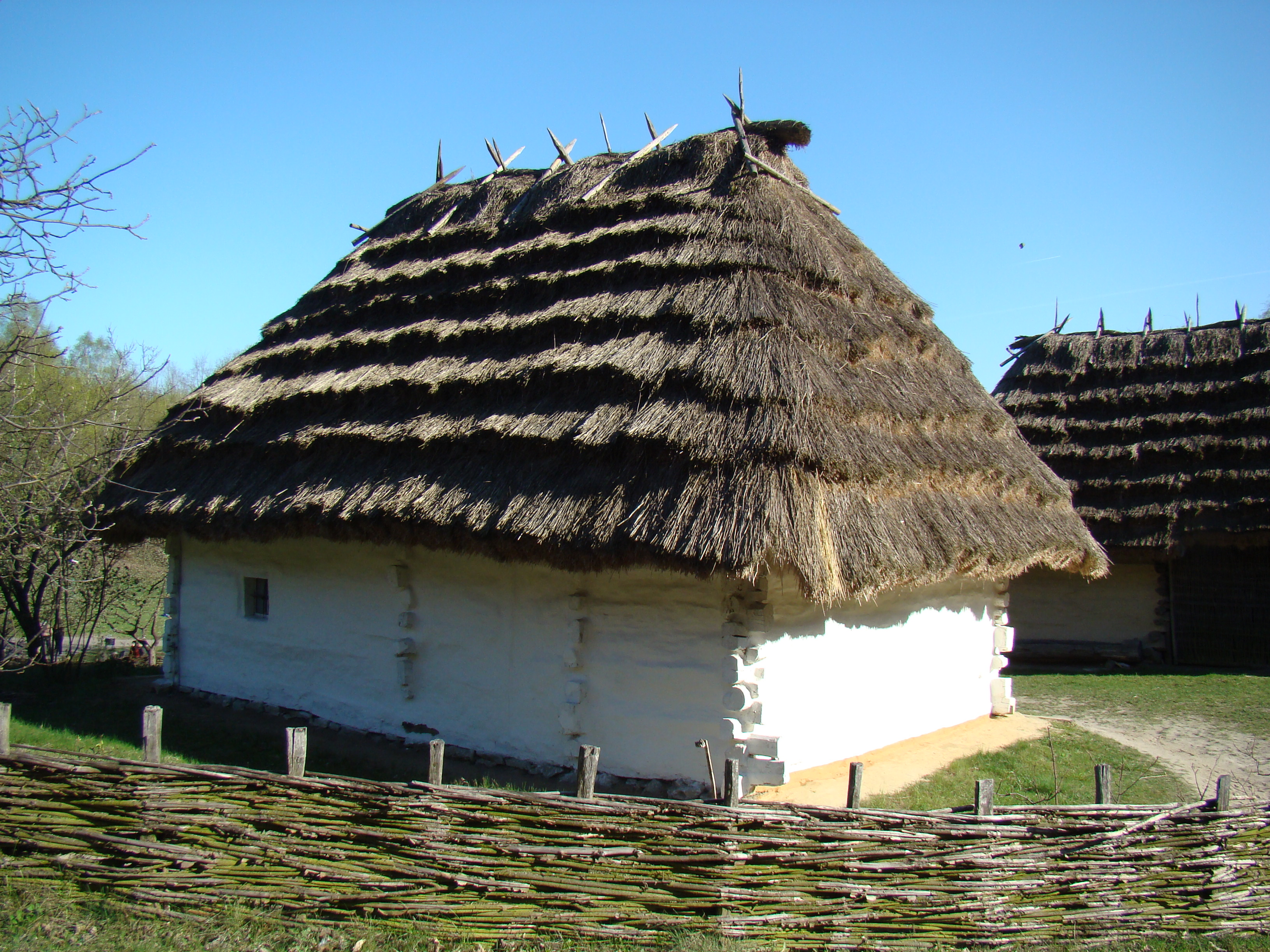
Трикамерне житло: мешкальна хата, сіни і комора. Будівля з села Медведівці Мукачівського району Закарпатської області (Київ, Пирогів)

На селянському подвір'ї розташовувалися господарських будівлі, які забезпечували необхідні для життя процеси. Серед них були комори та шпихліри для зберігання домашнього майна, продуктів домашнього вжитку та зерна.
У повсякденному мовленні комора — це невелике приміщення в безпосередній близькості від кухні, де ви можете зберігати сухі продукти та інші продукти, які не використовуються так часто або які у вас є великими порціями, — наприклад: консерви, борошно, сушені гриби, горіхи та ін.
Раніше, комірка використовувалася як приміщення, звідки щодня збирали продукти. В той час, як більша за розмірами комора була місцем, де тривалий час зберігалася їжа.
Часто комора прохолодна, щоб продовжити термін зберігання. Вона оснащена полицями і легко чиститься.
Комора характерна для індивідуального селянського господарства. В Україні комори найбільш поширені були в центральних районах Лівобережжя та у Закарпатті. Будували їх здебільшого з дерева, звичайно з одного боку вони мали піддашок, стовпчики або кронштейни піддашка, двері, бильця та ін.; іноді прикрашали різьбленням.
Комора є одним із багатьох типів дерев'яних будівель, які формували індивідуальний селянський господарський комплекс в українському середньовіччі та пізніше. Кожне більш-менш заможне господарство неодмінно мало комору. Майже скрізь в Україні вона розташовувалася при хаті. Вхід до неї був найчастіше з сіней, а в Карпатах — з подвір'я. Зрідка трапляються й такі, до яких входили з житлового приміщення. Переважно заможні селяни мали комори, відокремлені від хати.
У наш час будинки часто обходяться без комор, оскільки продукти, що швидко псуються, зберігаються переважно в холодильниках і морозильниках. З появою холодильників і супермаркетів не так вже й нормально мати велику окрему комору через можливість охолодження продуктів в холодильнику і великий асортимент продуктів в супермаркеті. 
| | \| «Але в келії давно ніхто не жив, вона раніше правила за комірку, де зберігався всілякий непотріб, який шкода було викинути, хоч ним ніхто й не користувався, аж поки новий ґвардіан не звелів усе спалити й облаштувати келію для переписувача».[26] \| |
| — Юрій Винничук, роман «Сестри крові» | |
| «Але в келії давно ніхто не жив, вона раніше правила за комірку, де зберігався всілякий непотріб, який шкода було викинути, хоч ним ніхто й не користувався, аж поки новий ґвардіан не звелів усе спалити й облаштувати келію для переписувача». | |

Нині в Україні в новобудовах від комірок не скрізь відмовилися. Однак комора не покидає популярності в таких видах господарства, які передбачають, що ви збираєте харчі самостійно на природі, що вимагає додаткового місця для зберігання тощо.

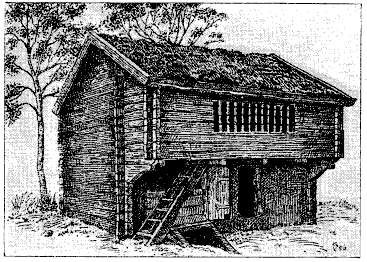
Шведська комора в Середньовіччі, що формувала фермерський комплекс, часто мала горище на верхній зрубній конструкції у вигляді виступу, і, таким чином, призначена для оборони

На жаль, українська будівельна культура назавжди втратила деякі унікальні зразки житла, що збереглися до наших днів у селах, безпосередньо розташованих у зоні Чорнобильської катастрофи. Непоправною втратою є також те, що жодної пам'ятки народної архітектури (в її натуральному вигляді) з цього регіону немає в музеях України.
Комори часто мали зрубну конструкцію. У них також зберігали всіляке домашнє начиння, а стаціонарні ліжка можна було знайти там, де спали коморники чи гості. Влітку, а іноді і взимку, селяни могли спати як у хаті, так і в коморі, сінях чи клуні, — тобто могли використовувати господарські приміщення як житло. Комора також слугувала притулком у скрутні часи. Зернова монополія в радянські часи призвела до дефіциту зерна і голодоморів. В давніші часи, в XV–XIX столітях коморниками називали найбідніші верстви населення сіл і містечок України, Польщі, Білорусі, Литви, які не мали власного житла. Зазвичай ці вибірки класової стратифікації або соціальні відмінності, були засновані на неспадковому багатстві, і були пов'язані з простими політичними та економічними системами. Під час татаро-монгольських вторгненнь до Європи, так званої індустріалізації по-радянськи, радянських перегонів озброєння і Російського вторгнення в Україну у 2022 році зерносховища набули величезного значення. 
Ці дерев'яні будинки вже давно зникають в Україні, хоча в деяких місцевостях їх є більше. Декілька таких будинків зараз знаходяться у відділах народних музеїв під відкритим небом, наприклад, найбільше їх у Пирогово, поблизу Києва, міських садах і ін.
| | \| «Була то навеличка комірка, де стояла ручна машина до різання січки, а на полицях лежали ріжні господарські приладдя, на землі в куті лежала ціла купа нарізаної січки для коней, а по боках було повно соломи, призначеної на січку».[28] \| |
| — Т.Г. Бордуляк «Невідомі твори» | |
| «Була то навеличка комірка, де стояла ручна машина до різання січки, а на полицях лежали ріжні господарські приладдя, на землі в куті лежала ціла купа нарізаної січки для коней, а по боках було повно соломи, призначеної на січку». | |

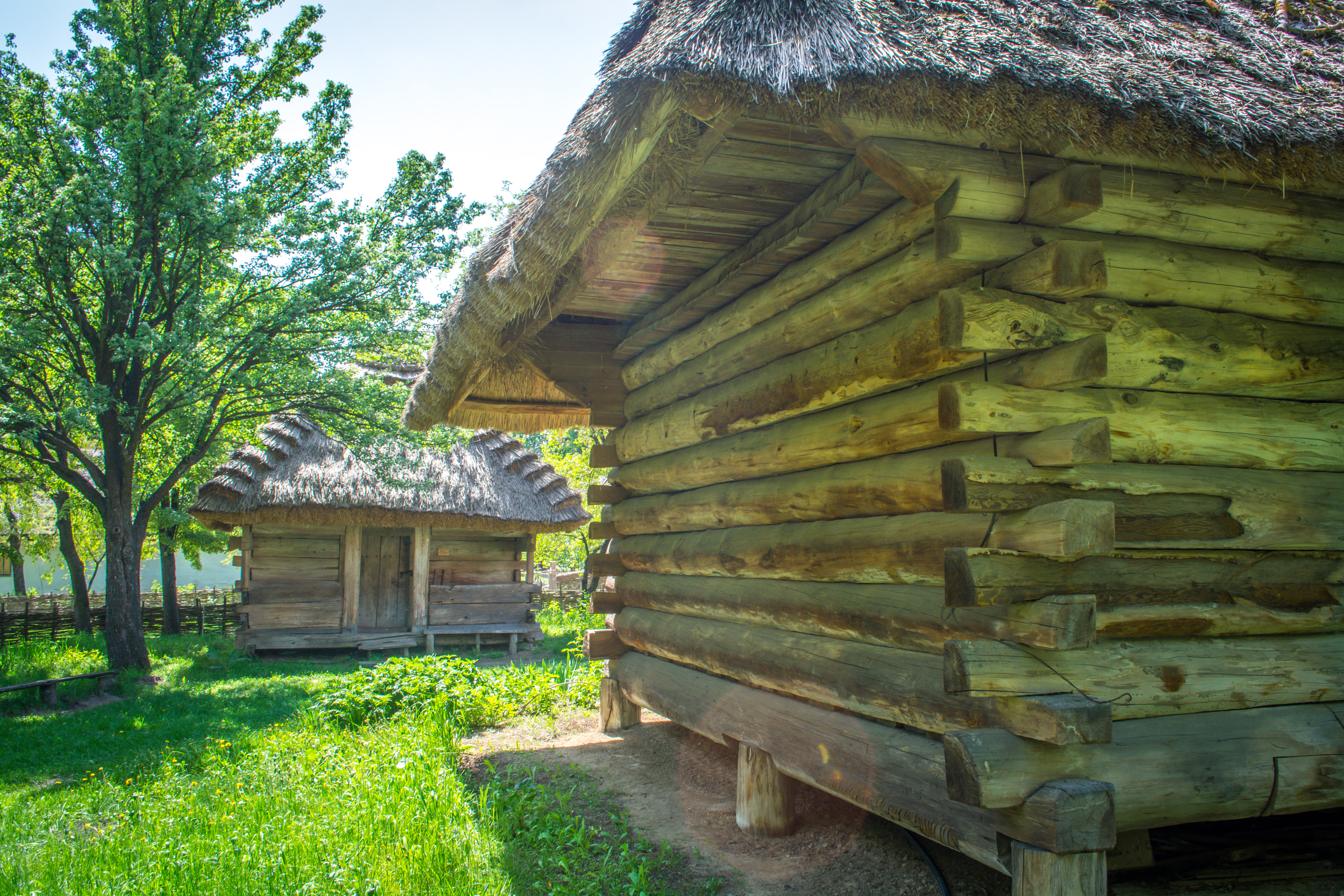
Комора з села Моринці Звенигородського району Черкаської області (Київ, Пирогів)

Для кожного регіону України характерні свої принципи розташування господарських будівель у дворі та їх блокування. Комору будували з добірних матеріалів, і при будівництві щільно припасовували вінці та влаштовували масивні двері з широкими одвірками. Піддашшя або галереї влаштовували навпроти дверей комори, щоб захистити вхід від опадів. Особливий тип галереї з дерев'яними розкосами та арками поширений на Чернігівщині. У Карпатах та Середній Наддніпрянщині їх часто прикрашали різьбленням, а на Поділлі — декоративним розписом. Перші вінці зрубу клали на високі підставки з каменю чи пенів по кутах будівлі, а підлогу влаштовували так, щоб забезпечити хороше провітрення зерна:
|                                                                   | \| «Ой єсть у мене свекруха при дорозі, Є в неї комора на підлозі.». \| |
| — співають у весільній подільській пісеньці                       |                                                                         |
| «Ой єсть у мене свекруха при дорозі, Є в неї комора на підлозі.». |                                                                         |

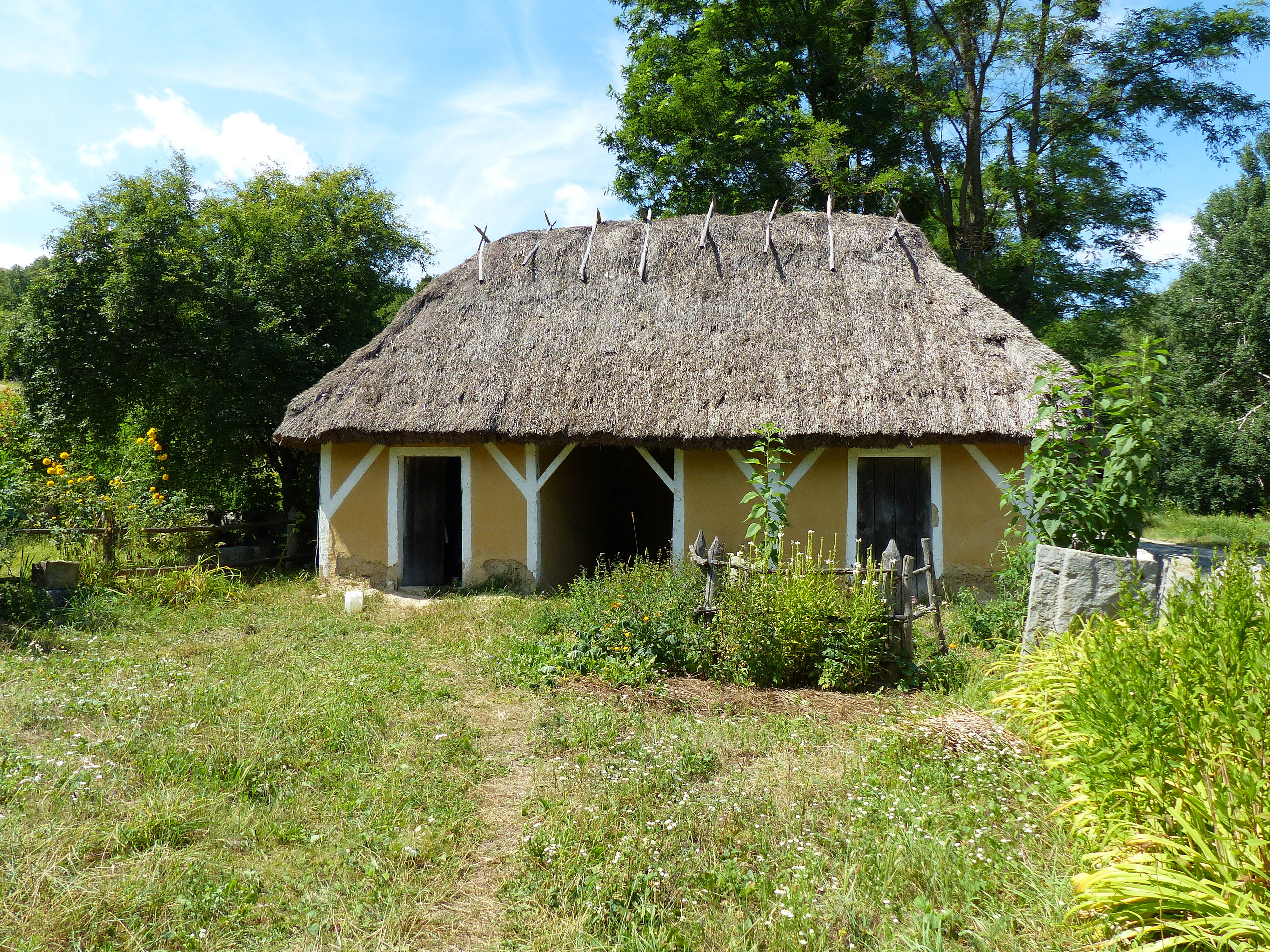
Двокамерна комора з села Баговиця Кам'янець-Подільського району Хмельницької області (Київ, Пирогів)

У лісових регіонах України комори будували з дерева, а в степових — з глиносолом'яних вальків або каменю, але зруб обов'язково піднімали над землею. Для Поділля характерно, що комору будували під одним дахом зі стодолами та хлівами. Трапляються й двокамерні комори з сіньми. 
Перекриття комори влаштовували чотирисхилим дахом, хоча зустрічалисися також двосхилі дахи з трапецієподібними переднім (чоловим) і заднім (тильним) фронтонами. У коморах з двосхилим дахом горище використовувалося для господарських потреб і на нього можна було потрапити за допомогою приставної драбини. При вхідних дверях піддашок галереї підтримувався трьома або чотирма стовпчиками. Комора замикалася на дерев'яний замок, який кріпився з внутрішньої сторони дверей.
Лише на Бойківщині, де дотримувалися усталеного порядку розміщення речей у коморі, вздовж причілкової стіни комори обов'язково влаштовували гряди (гребені) для розвішування святкового одягу, полиці з готовим полотном під стелею навпроти дверей, а під ними — скрині для продуктів і збіжжя. У гуцульських коморах стояли довгі шеренги бочок, бербениць і малих барилець з бринзою, маслом і молоком, запаси зерна, борошна, лою, воску, а на жердках і стінах висів одяг. У коморах Полтавської та Чернігівської областей є засіки для зерна, і у тих же коморах розміщуються діжки з продуктами та скрині з одягом; взуття та одяг розвішані на жердках.
Матеріал будівництва такий самий, як і для хати, тому в ХІХ столітті комори, нарівні з дерев'яними церквами, вважалися типовими об'єктами української архітектури. 
Загалом історія розвитку житла й комори має багато спільного, хоча комора еволюціонувала від дупла в дереві й мисливських схованок, піднятих над землею, до наземних споруд. Найпростішою з таких споруд є кліть. 

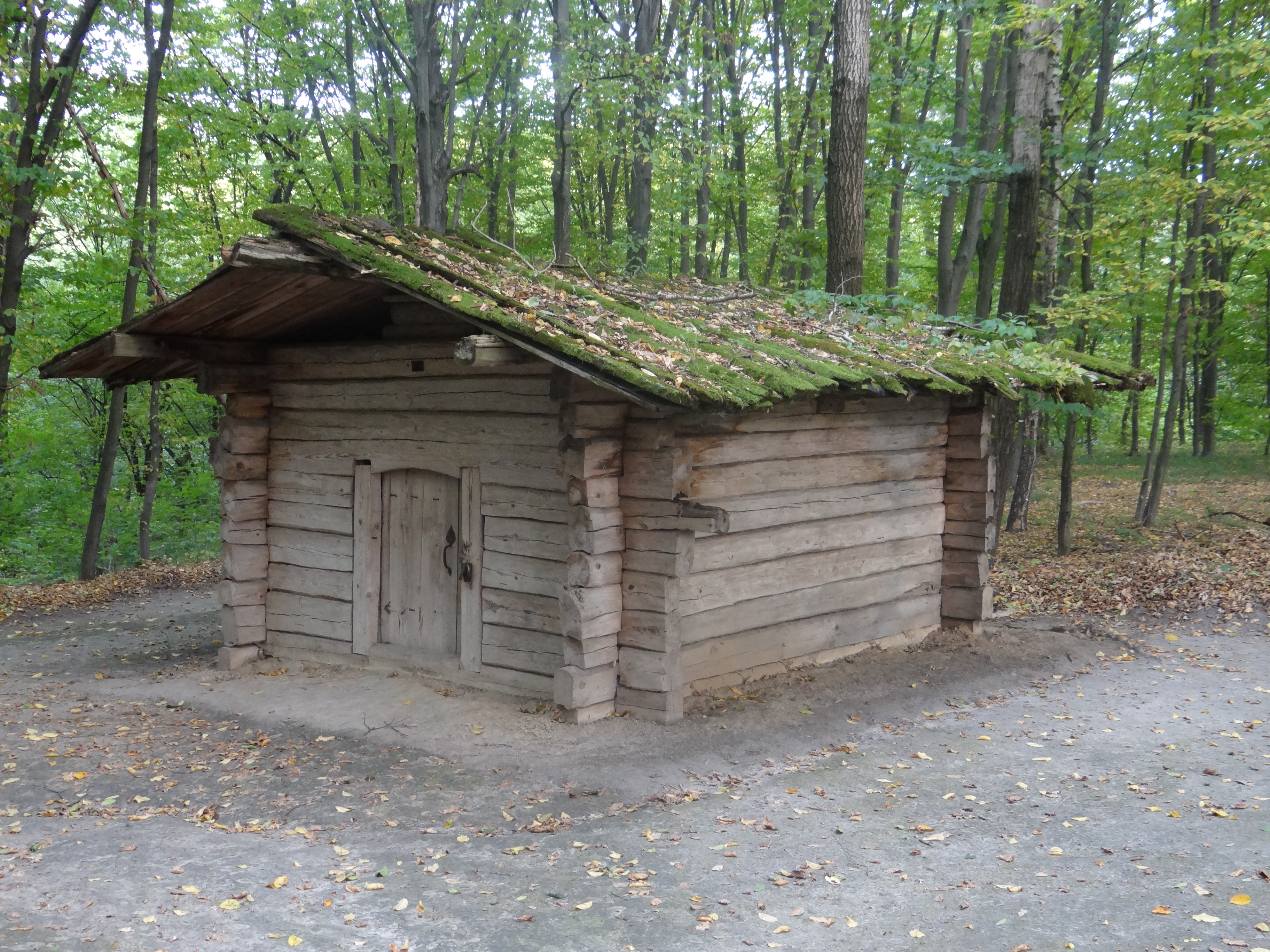
Кліть з села Юрове Олевського району Житомирської області. Музей у Пирогові.

У середині XIX століття майже до кожної хати Заславського повіту з тильного боку були прибудовані невисокі комори, обмазані глиною і присипані ззовні землею: вони називалися «здебками», і слугували для зберігання взимку квашеної капусти та огірків.
У поліщуків були кліті, стебки та однокамерні хати (житлові приміщення), які споруджували із кругляків і напівкругляків і вкривали колотими дошками драницями. Стебки були приблизно такого ж розміру, як і  кліті, але їхні стіни та стеля були обмазані глиною і їх опалювали за допомогою жару, принесеного в спеціальній посудині; іноді в них були печі. У деяких місцевостях стебки видозмінювалися в прибудови до хати — пукліт, покліт, теплу комору, прибік.
Стебка — тепла комора, в якій взимку зберігають картоплю, овочі та квашенину; її обігрівають внесеним у посудині жевріючим вугіллям.
Пукліт в поліському житлі є пізнішою видозміною стебки. Його влаштовували в сінях за причілковою стіною або за піччю (при запічній стіні) і називали ще теплою коморою чи прибокою. Взимку в ньому зберігали овочі та картоплю, а влітку — молоко та деякі інші продукти.
Кліті («хата, хижа, кімната, комора») здавна використовувались як житло. Наприклад, у справі про підпал 1588 року жителями села Борки на Волині місцевого пана Андрія Барановського, колишнього слуги князя А. Курбського, знаходимо свідчення про те, що поміщик спав у «коморі, або кліті».
Українська хата пройшла довгий шлях розвитку, і лише в середині ХІХ століття з'явилося двокамерне селянське житло, яке складалося з житлового приміщення та сіней. Наприкінці ХІХ століття в Україні поширилося трикамерне селянське житло, яке, крім власне хати і сіней, мало ще й комору. Найпоширенішим типом тридільної хати — сіни, мешкальна хата й комора або хата, сіни та кімната (часом ще й із коморою). У заможних селян комори іноді виглядали як окрема ізольована хатина.
Комори розташовувались також у пустотілих стінах забудови замку. Стіни забудови замку складалися із пустотілих та засипаних землею городен, а у пустотілих городнях на рівні землі знаходились:
|                                                                    | \| «светлицы, а сени по пяти сажон, также подле светлицы еще комора».[34] \| |
| «светлицы, а сени по пяти сажон, также подле светлицы еще комора». |                                                                              |

Ще більше приміщень знаходилось на другому поверсі: 
| | \| «на подърусех сени, а светлица и комора на 3 сажъни, с коморы тое светлица другая поболша, против тое светлицы сени, а подле сени тое светлица полъпята саженя, сени пред нею таковаж, подле сени тоя комора поменша».[34] \| |
| «на подърусех сени, а светлица и комора на 3 сажъни, с коморы тое светлица другая поболша, против тое светлицы сени, а подле сени тое светлица полъпята саженя, сени пред нею таковаж, подле сени тоя комора поменша». | |

З середини до городень були прибудовані хати й комори, які слугували схованками для місцевого населення. За давньою традицією городні були росписані місцевою людністю — панами, міщанами, сільськими громадами.
У давнину нижні частини дерев'яних дзвіниць використовувалися як комори для зброї та різних військових припасі (подібно до замкових веж).
В описі М. С. Грушевським південноруських замків XVI століття, які в більшості випадків були дерев'яними, а їхні стіни переривалися вежами, зазначається, що крім приміщень для гармат, всередині веж бували також житлові кімнати, комірки, комори, склади бойових припасів.

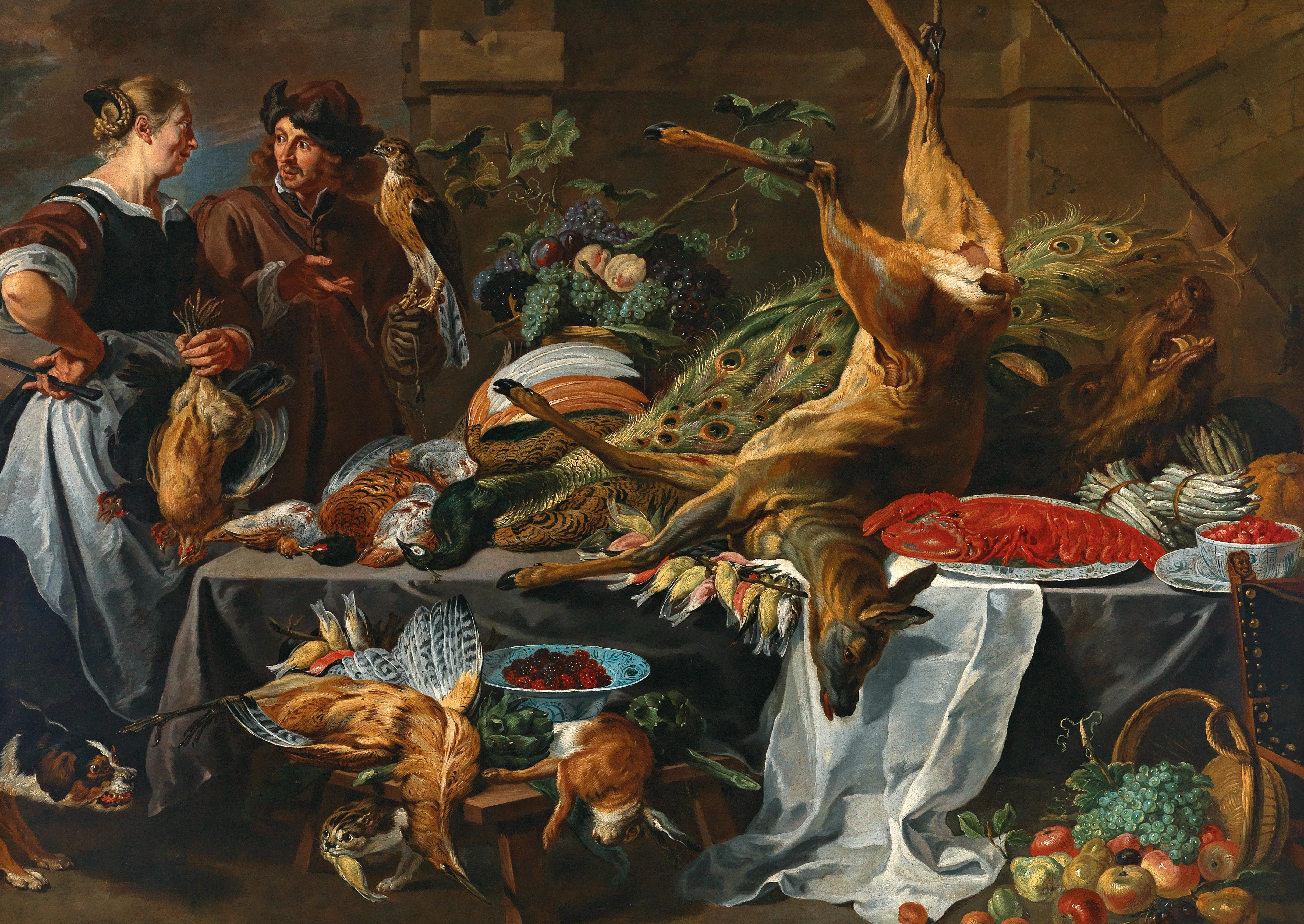
Комора, натюрморт. Флоріс ван Шутен, між 1626 і 1677 роками
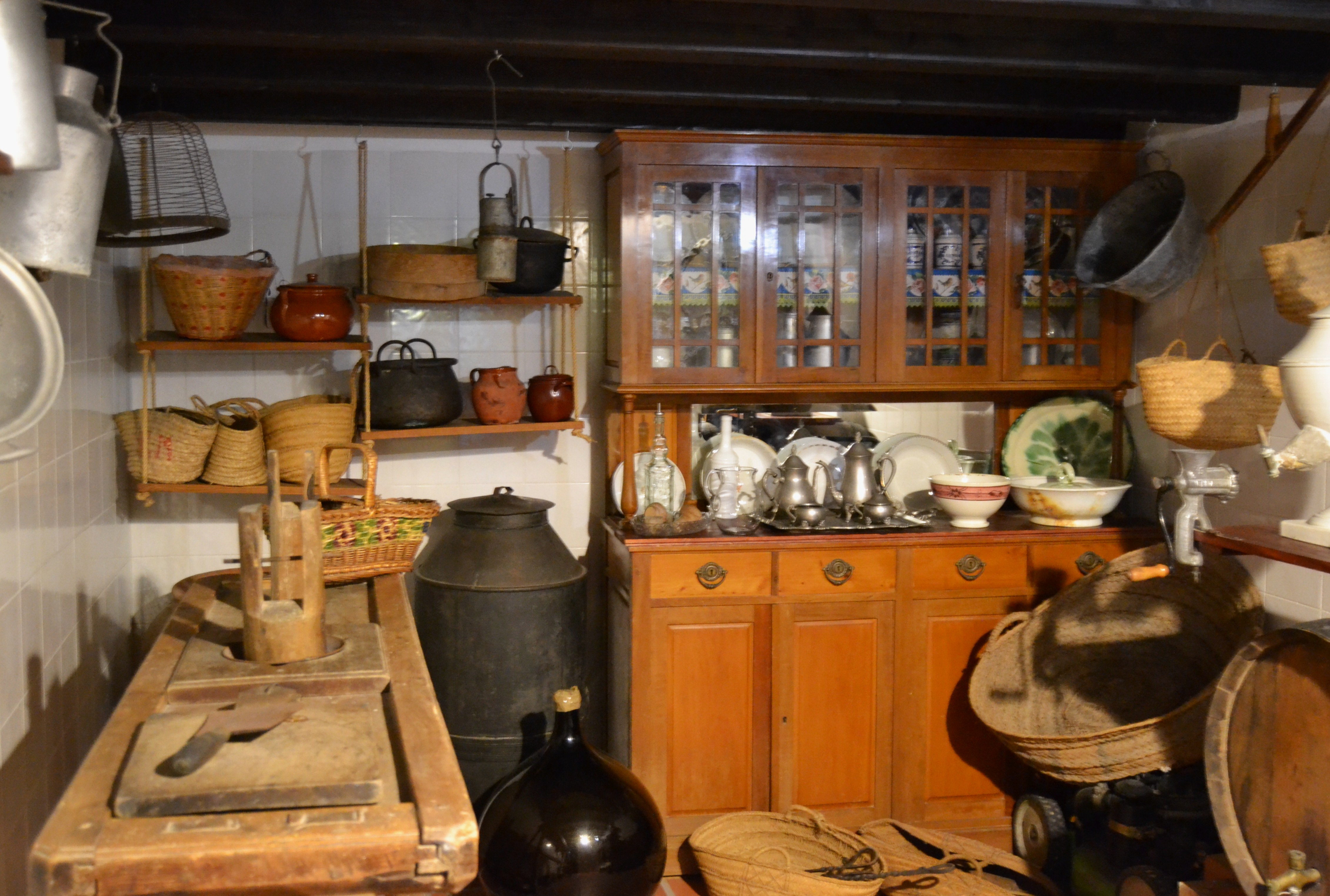
Комора в замку в Гвадалест
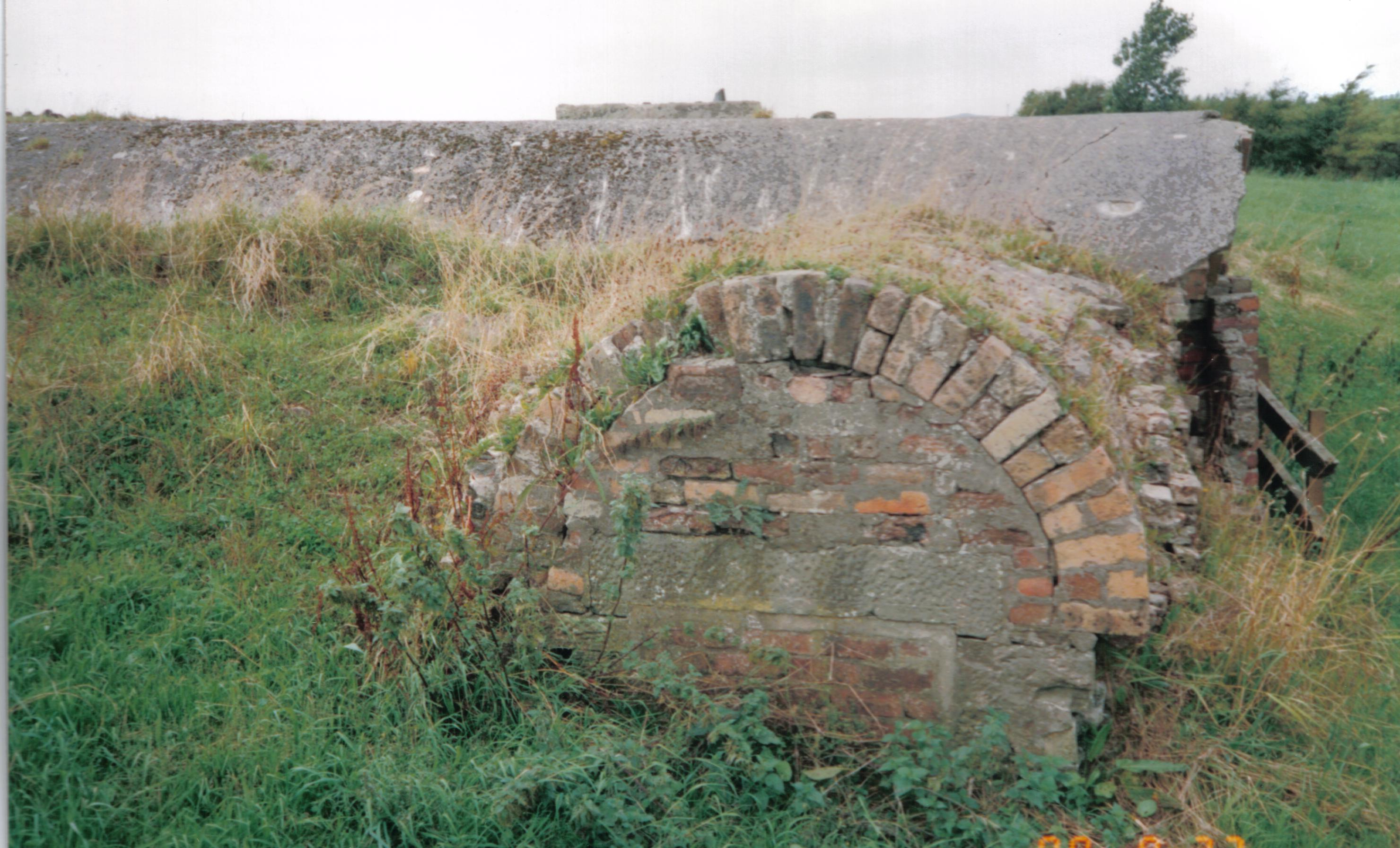
Комора для оленини. Руїни крижаної хати в Заміському парку Еглінтон
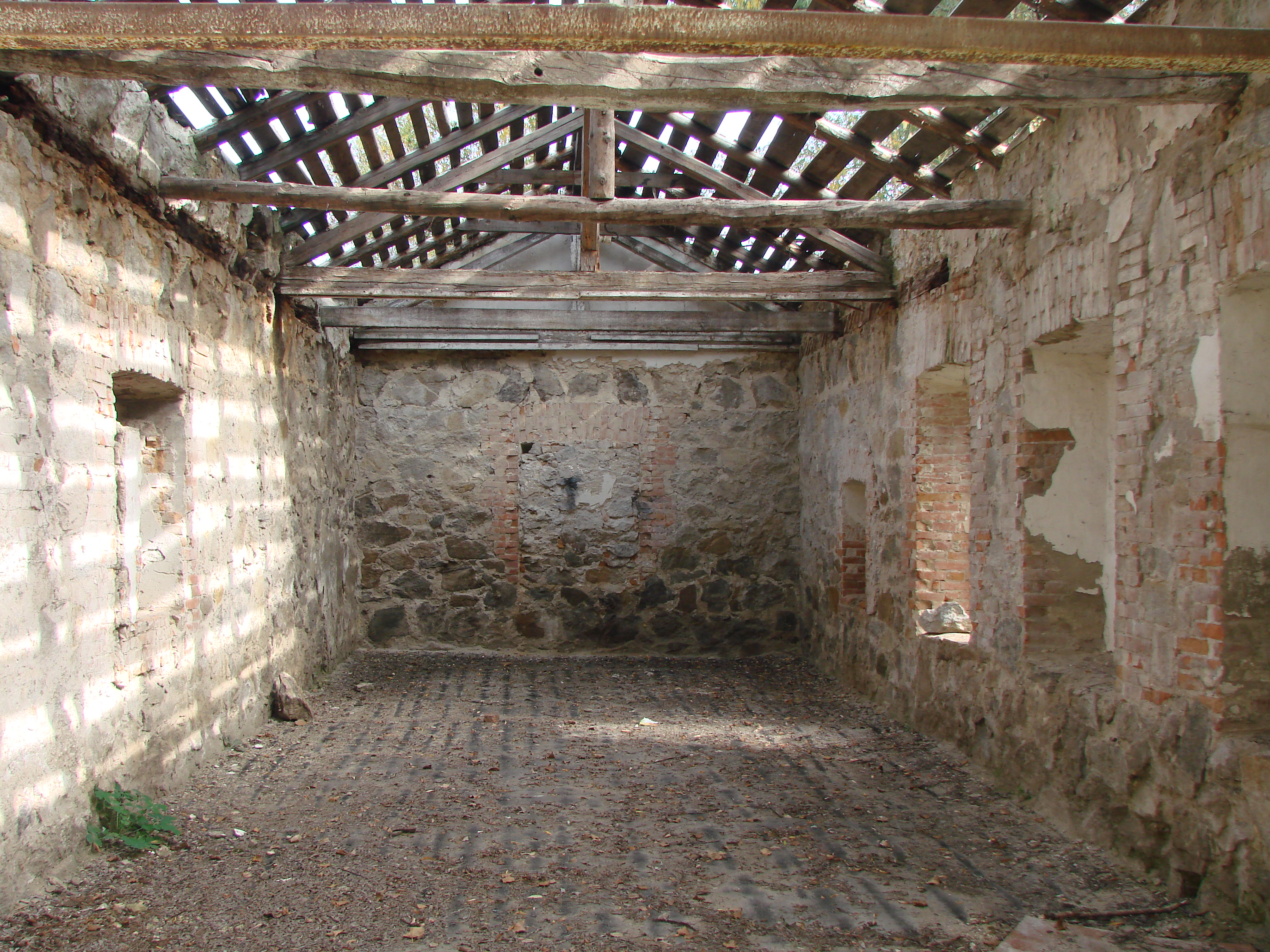
Мурована комора водяного млина, село Шамраївка

Використання комор як місця для зберігання рухомих і цінних речей стало причиною того, що в Середньовіччі цим словом називали як «скарб», так і «скарбницю»: комори короля та королеви, а також велике спорядження, яке супроводжувало королів у їхніх подорожах. Постійні подорожі, пізніше були названі «палатами» царя. У наш час слово комора скоротилося до значення «комірка» або «комора», «сховище», «склад».

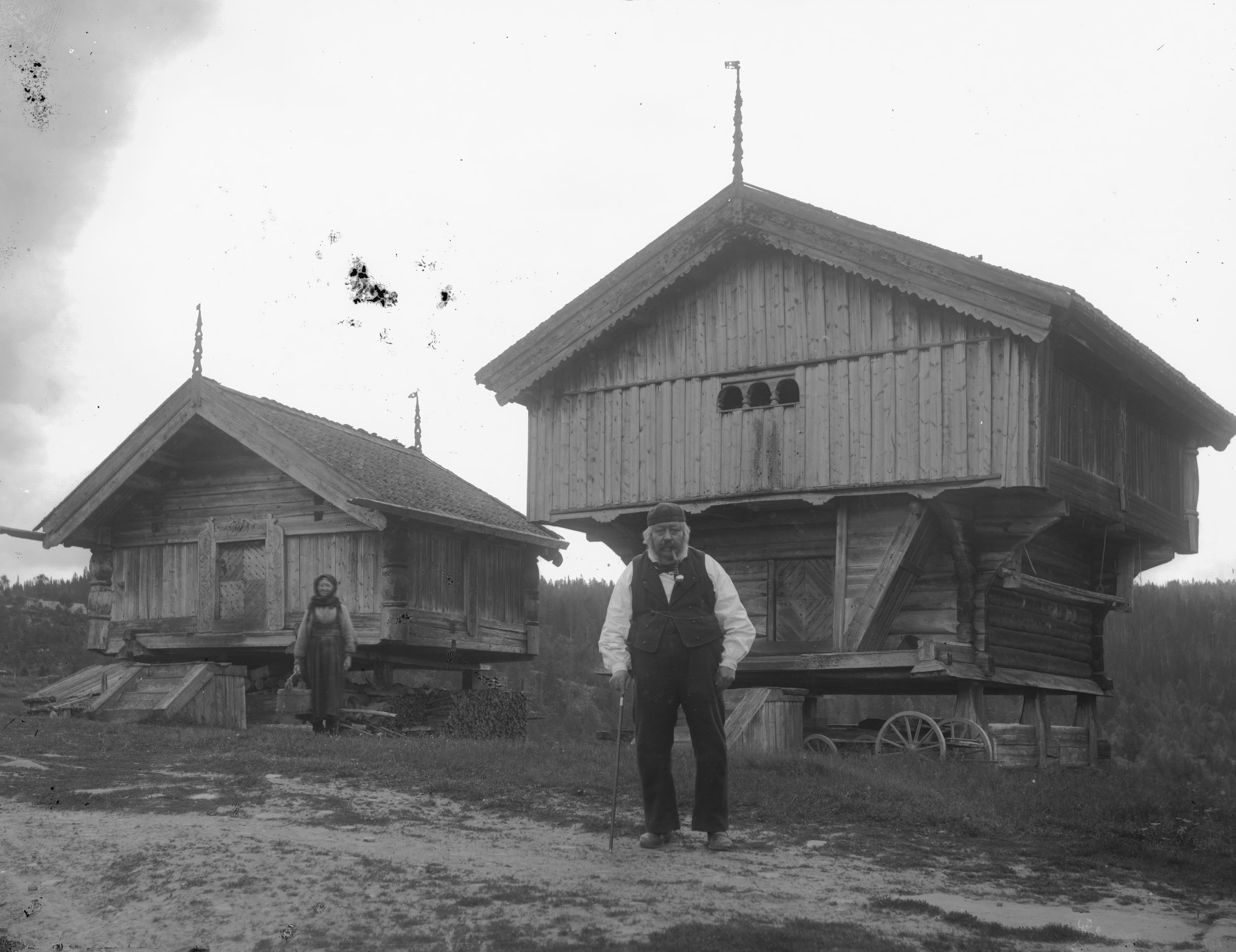
Норвезька комора на стовпах, щоб запобігти проникненню шкідників, таких як миші і щури, та з влаштованим горищем в с.Граншерад у 1890-х роках. Фото: Мартініус Скёйен (1849–1916)

Текст колись улюбленого українського мотиву обрядового величання (ритуального прославляння) включав зображення як «молодця», так і «пана», що сидить в наметі чи в золотій хаті, на золотім кріслі:
| | \| Ой вгорі, ой вгорі, в шовковій траві, Ой, дай Боже! Стоїть мі, стоїть шовковий намет, А в тім наметі золотий стільчик, На тім стільчику можний панонько, Трьома яблучки підкидаючи, Двома орішки та цитаючи. Вицитав[прим. 2]коня, та з під короля. ... \| |
| — коляда | |
| Ой вгорі, ой вгорі, в шовковій траві, Ой, дай Боже! Стоїть мі, стоїть шовковий намет, А в тім наметі золотий стільчик, На тім стільчику можний панонько, Трьома яблучки підкидаючи, Двома орішки та цитаючи. Вицитавконя, та з під короля. ... | |

В повісті Миколи Васильовича Гоголя «Пропала грамота» з циклу «Вечори на хуторі біля Диканьки»:
| | \| «Отам уже дід надивився такого дива, що вистачило йому надовго після того розказувати; як повели його в палати, такі високі, що коли б десять хат поставити одна на другу, і тоді, мабуть, не дістали б. Як зазирнув він в одну кімнату — нема; в другу — нема; в третю — нема; в четвертій теж нема, а вже в п'ятій гляне — сидить сама, в золотій короні, в сірій новісінькій свитці, в червоних чоботях і їсть золоті галушки. Як звеліла вона насипати йому повну шапку синиць, як… та чи й пригадаєш усе…» [39] \| |
| «Отам уже дід надивився такого дива, що вистачило йому надовго після того розказувати; як повели його в палати, такі високі, що коли б десять хат поставити одна на другу, і тоді, мабуть, не дістали б. Як зазирнув він в одну кімнату — нема; в другу — нема; в третю — нема; в четвертій теж нема, а вже в п'ятій гляне — сидить сама, в золотій короні, в сірій новісінькій свитці, в червоних чоботях і їсть золоті галушки. Як звеліла вона насипати йому повну шапку синиць, як… та чи й пригадаєш усе…» | |

Ключник — застаріла назва особи, яка мала ключі від комор панського маєтку, економії (господарства) тощо і розпоряджалася запасами продовольства. У пізньому середньовіччі відповідальний за окремі приміщення для різноманітних службових функцій та зберігання їжі, іа також за пов'язану з цим функцію обслуговування, начальник канцелярії, який відповідав за це приміщення, називався пантонером. рос. Коморный — військове звання, камер-юнкер, — дворянин, який обслуговував особу імператора, короля чи курфюрста у його кімнатах. 
У великих будинках і маєтках використовували окремі кімнати, кожна з яких була призначена для окремих етапів приготування їжі та прибирання. Кухня була для приготування їжі, а їжу зберігали в коморі чи погребі. Підготовка м'яса перед приготуванням проводилася в коморі (часто в ці великі будинки дичина надходила необробленою, риба не в філе, а м'ясо — у половинках або четвертинах туші), а очищення та підготовка овочів відбувалася в кухонній коморі. Посуд мили в кухонній або дворецькій коморі.

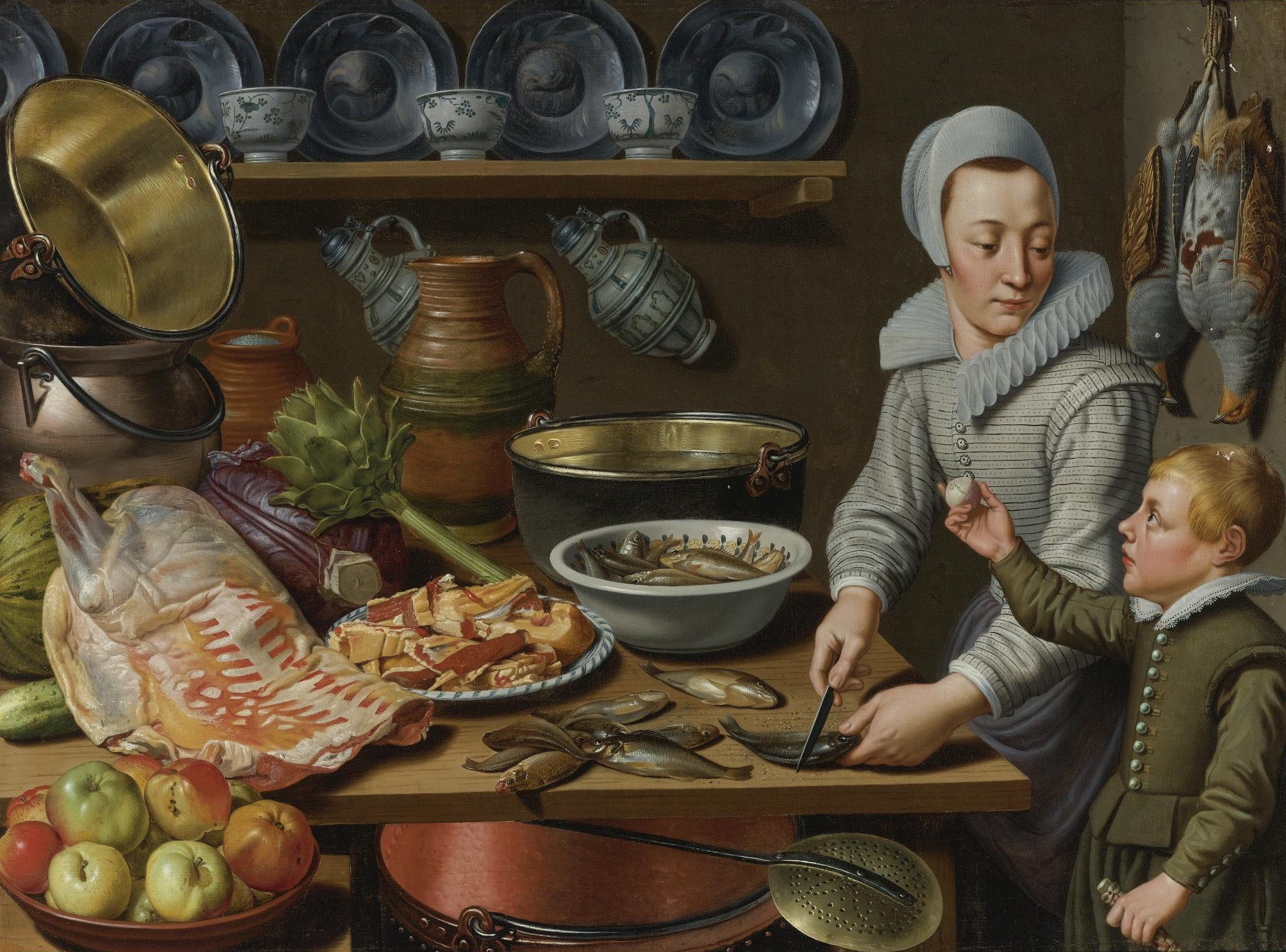
«Кухонний натюрморт із покоївкою та хлопчиком, який показує м'яч», Флоріс ван Шутен
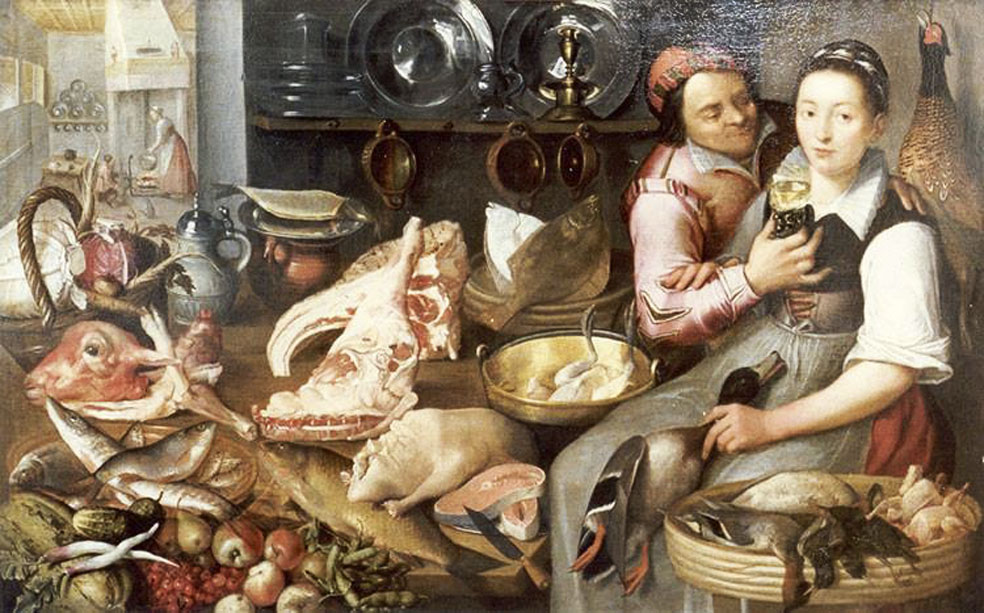
Флоріс ван Шутен. «П'єса на кухні» (XVII ст.)
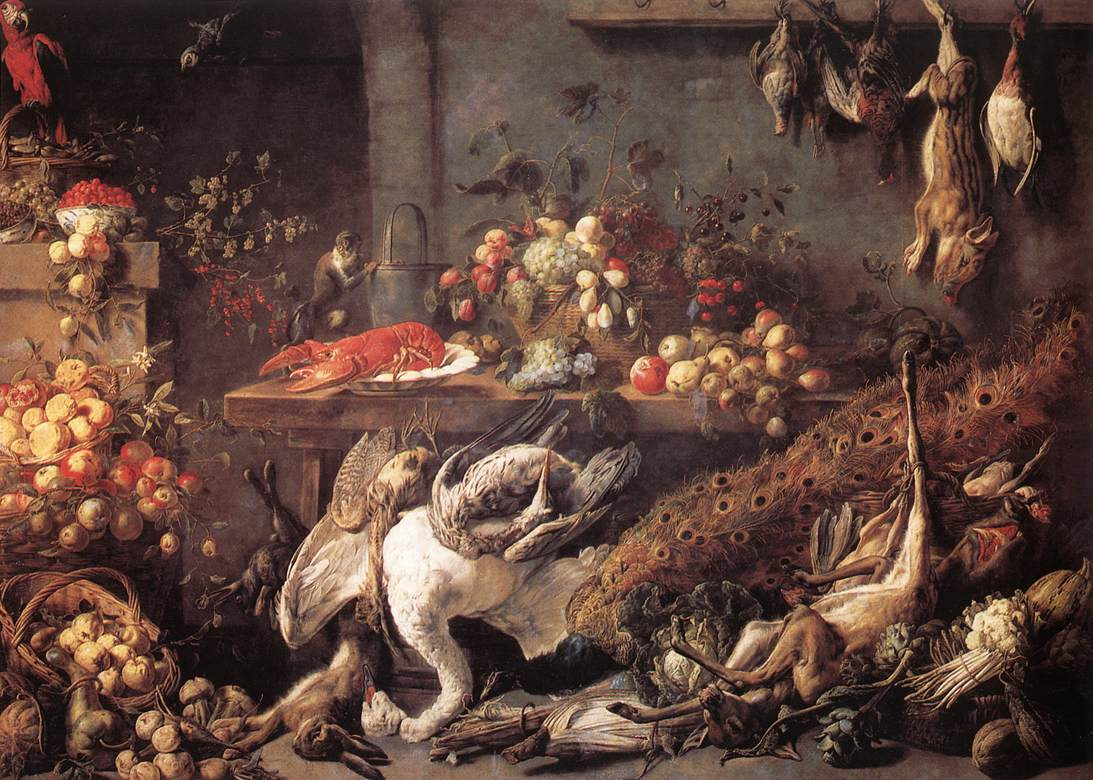
Комора. Адріан ван Утрехт, живопис, 1642 рік
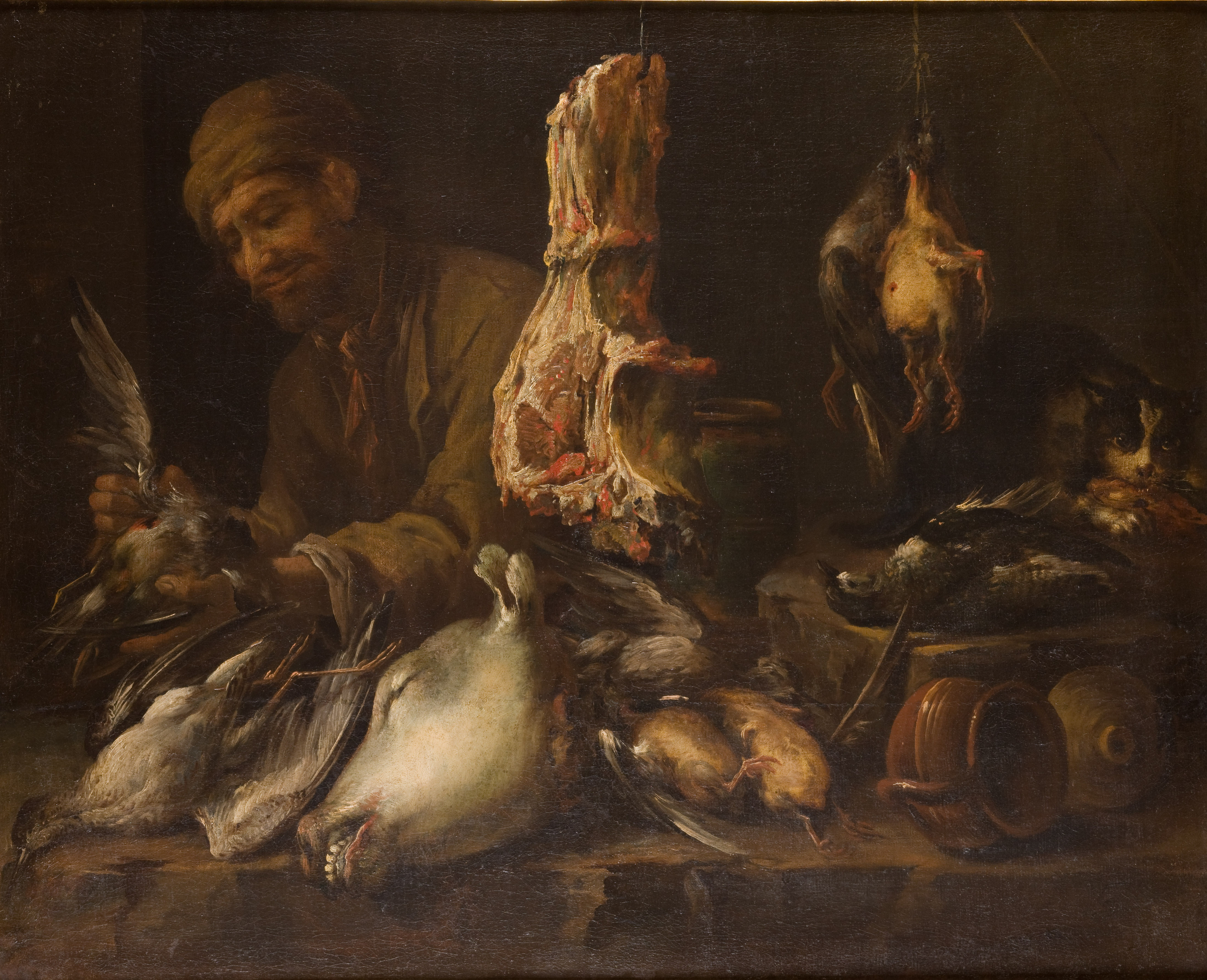
Кухар в коморі. Джакомо Легі, живопис, перша половина XVII століття

У часи товарного дефіциту в СРСР одними з найбільш забезпечених дефіцитними товарами були партійно-радянська номенклатура, найвищі прошарки інтелігенції, які постійно отримували «пайки» поза системою відкритої торгівлі. Ці категорії населення мали відкритий «чорний хід» до магазину чи продуктової бази — одного із символів епохи застою, і могли першими відбирати найкращий товар. Ознакою їхнього соціального статусу, привілеєм, недоступним для інших соціальних груп, було також «пайкове» забезпечення. Дефіцит був потужним чинником соціальної стратифікації в радянському суспільстві.
Распутін дуже турбувався тим, що Сибір експлуатується не найкращим чином, не так, як це дозволило б йому залишатися російською коморою триваліше і ефективніше. Російські письменники, які розглядають Сибір як комору запасів для центральної Росії, пишуть у класичному імперському стилі, створеному західними письменниками, які колись розглядали Африку й Азію як на сіни і комору англійської та французької держав. Література викреслює корінні народи Сибіру з картини, яку вона малює, причому не лише сучасної, а й історичної, тоді як російськомовним поселенцям відмовляють в уяві та сміливості, необхідних для досягнення незалежності.

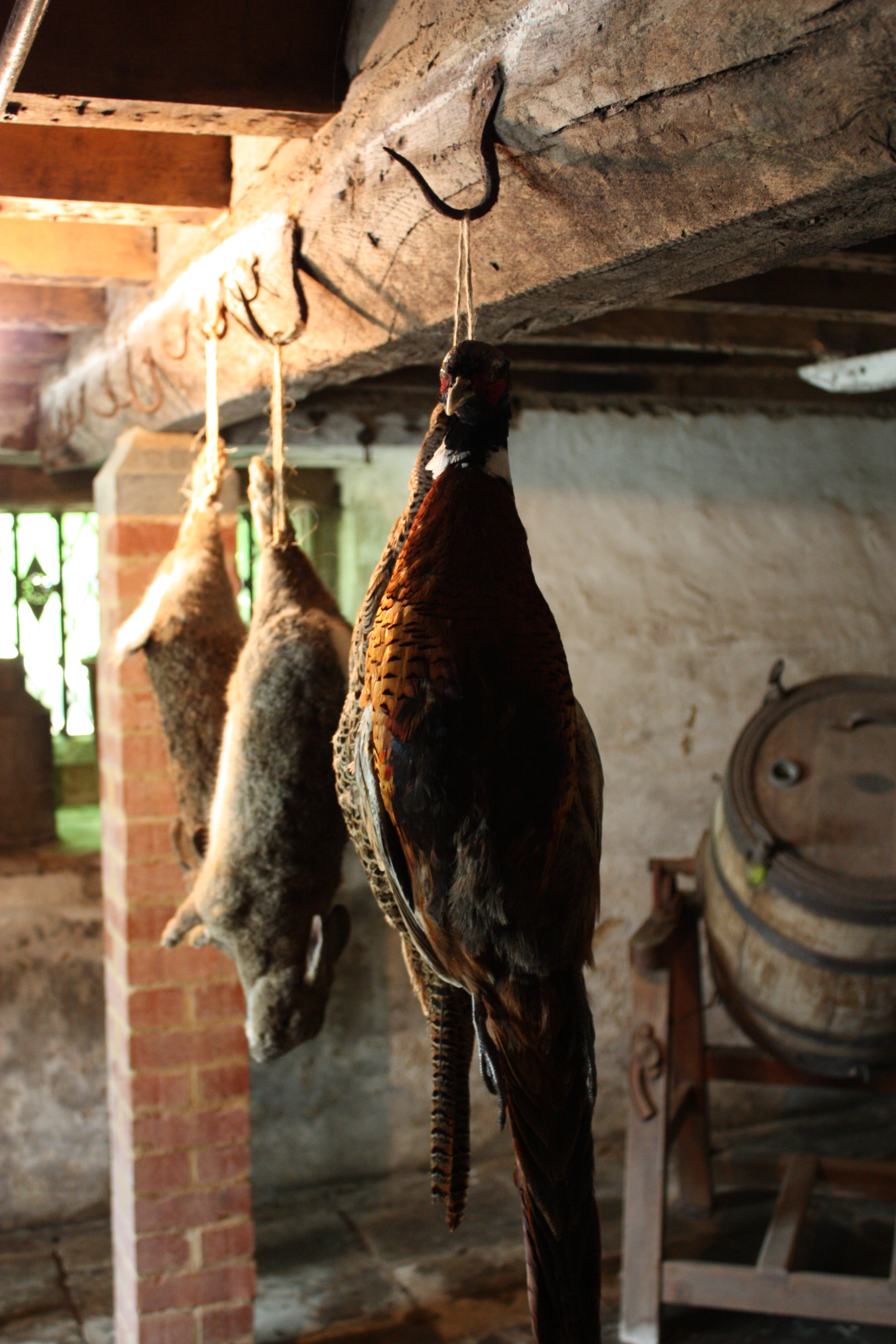
Комора в будинку «Canons Ashby House» єлизаветинської садибою I ступеня, яка розташована в селі Canons Ashby, приблизно за 11 миль (17,7 км) на південь від міста Давентрі в графстві Нортгемптоншир, Англія

## Типи комор
При класифікації комор за температурним режимом, виділяли комори теплі і холодні. 

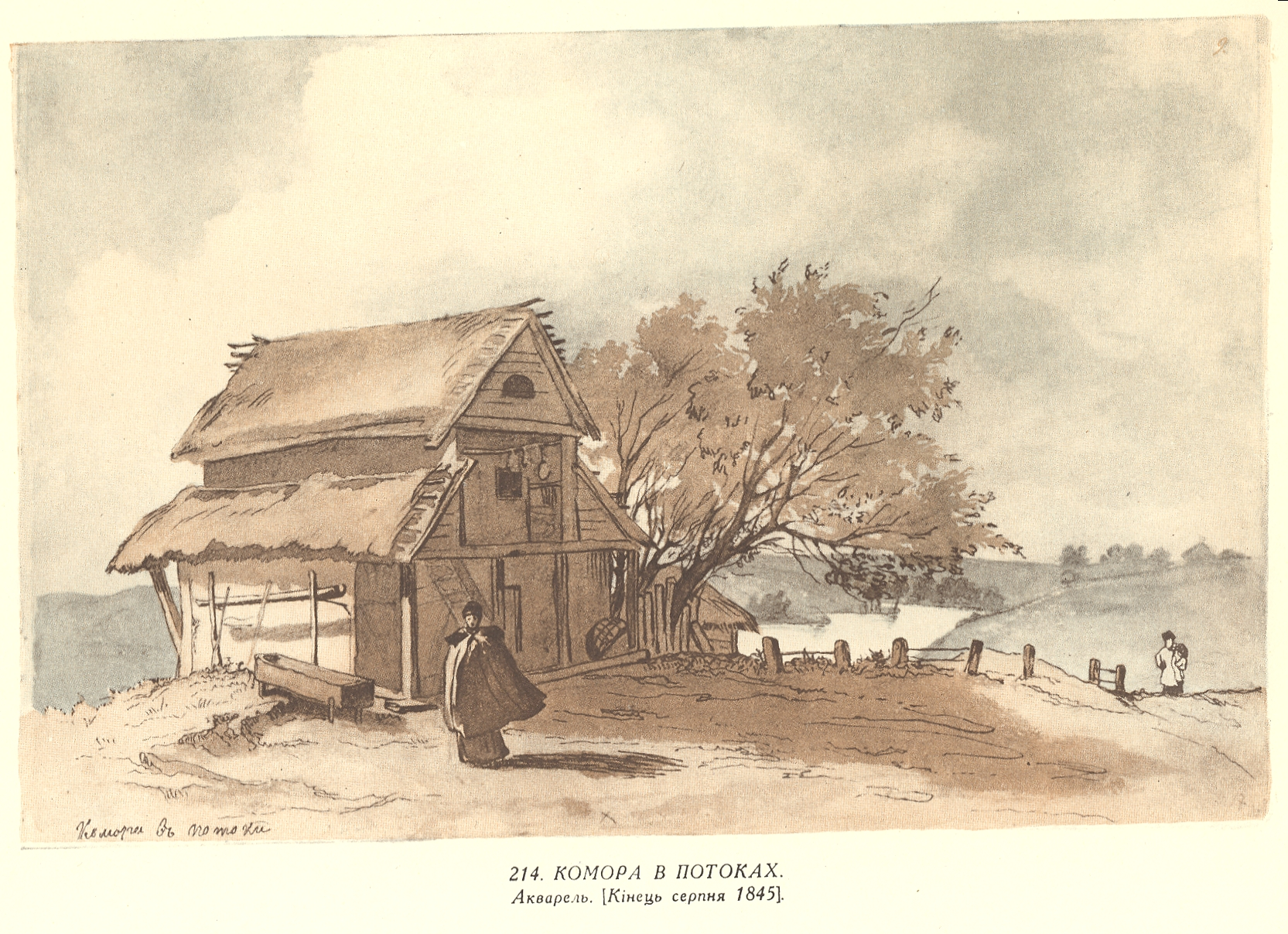
"Комора в Потоках". Т.Г. Шевченко, кінець серпня 1845 року, акварель

За матеріалом будівлі: зрубні і мазані.

За розташуванням щодо поверхні землі: підземні (льох), і наземні.
 
При класифікації за спеціалізованим призначенням, існували, наприклад, «медуші» — комори, льохи для меду, винний льох, фруктовий льох, житниця (зерносховище), порцелянові комори між їдальнею та кухнею в англійському чи американському будинку середнього класу, особливо в другій частині XIX і на початку XX століть і ін.

За конструктивними особливостями будівлі та/або зв'язком з історичною або фактичною точкою відліку: земляний льох, кліть (кліть найпростіша первісна споруда); за конструктивними поєднаннями з іншими приміщеннями (пукліт і ін).

За соціальним контекстом: комора дворецького (сервірувальна комора) — це підсобне приміщення у великому будинку, яке в основному використовується для зберігання предметів сервірування, а не їжі; службові комори, «царська скарбниця», селянська комора, козацька комора, кухонна комора і ін.

За сезонністю використання протягом року з різною метою: хижа, яку влітку використовували для відпочинку, а взимку — як комору. У лемків класичним типом житла була «Довга хата», яка також називалась «хижа».
В зменшувальному значенні існує і на позначення допоміжної ємності до кухні — комірка.
В 1850 році в селі Угринові був заснований громадський шпихлір (комору), який проіснував до Першої світової війни. Селяни позичали збіжжя на передновок, а після молотьби повертали його з 10-відсотковою винагородою. У багатьох селах існували громадські позикові комори, серед яких і «магазини», «гамазеї», «шпихліри», організовані з ініціативи держави або сільської громади для забезпечення селян зерном для посіву або харчування у разі неврожаю. Поповнення фондів таких громадських зерносховищ зерном, відбувалося способом добровільних внесків селян та відсотків (надлишків зерна), з якими позичальник повертав позичене, а також штрафів за правопорушення.
В Київській Русі XII–XIII століть, з огляду на митну політику встановлення митних податків на перевезення товарів для продажу в місті, з особи, яка супроводжувала товар, за наймання комори (складу) для товару на гостинному дворі стягувався «комор».

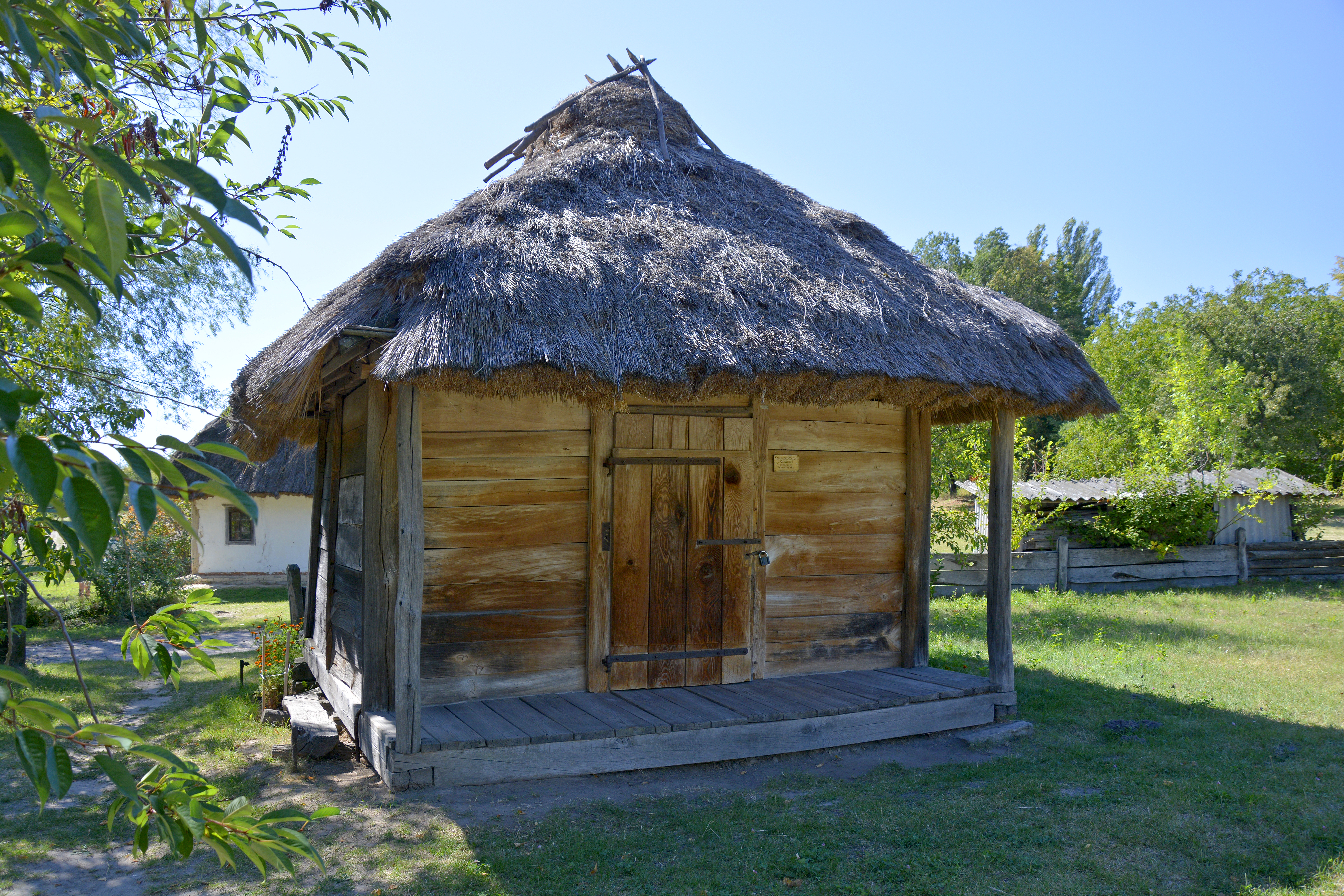
Комора з с.Хижинці Лисянського району Черкаської області (Київ, Пирогів
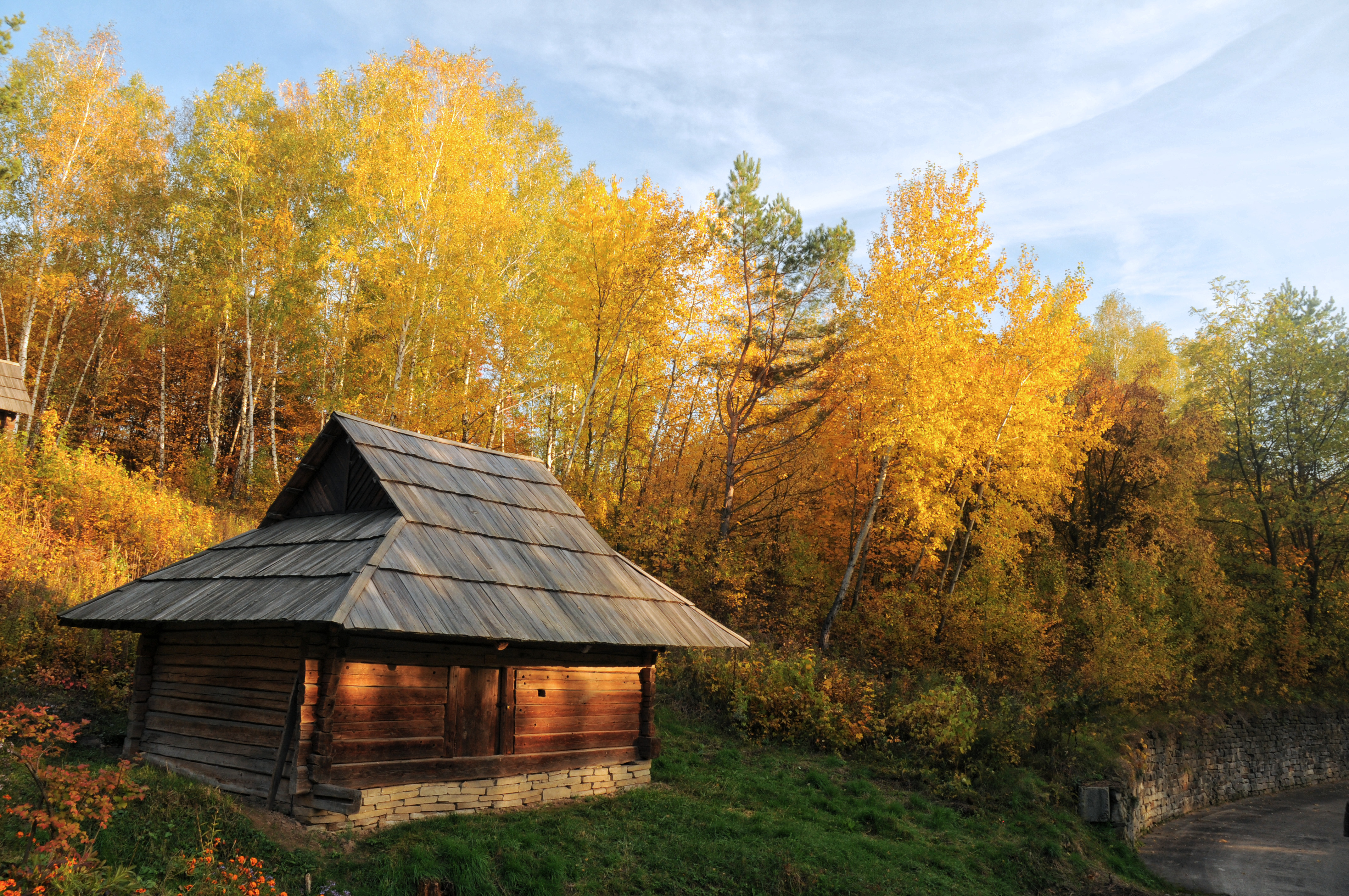
Комора для зерна з села Верхній Ясенів. Музей у Пирогові
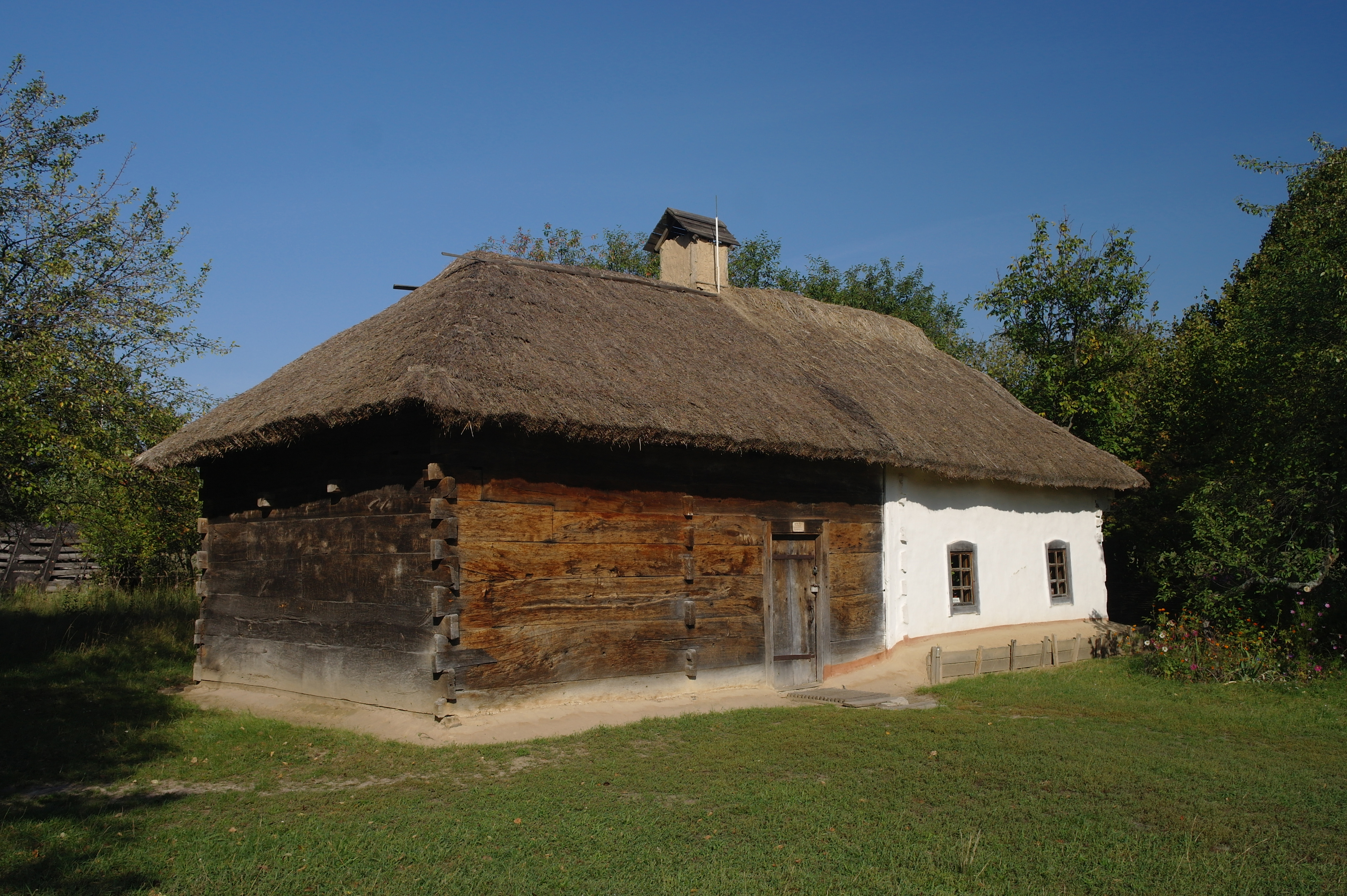
Комора з сіньми добудовані до хати. Музей у Пирогові.
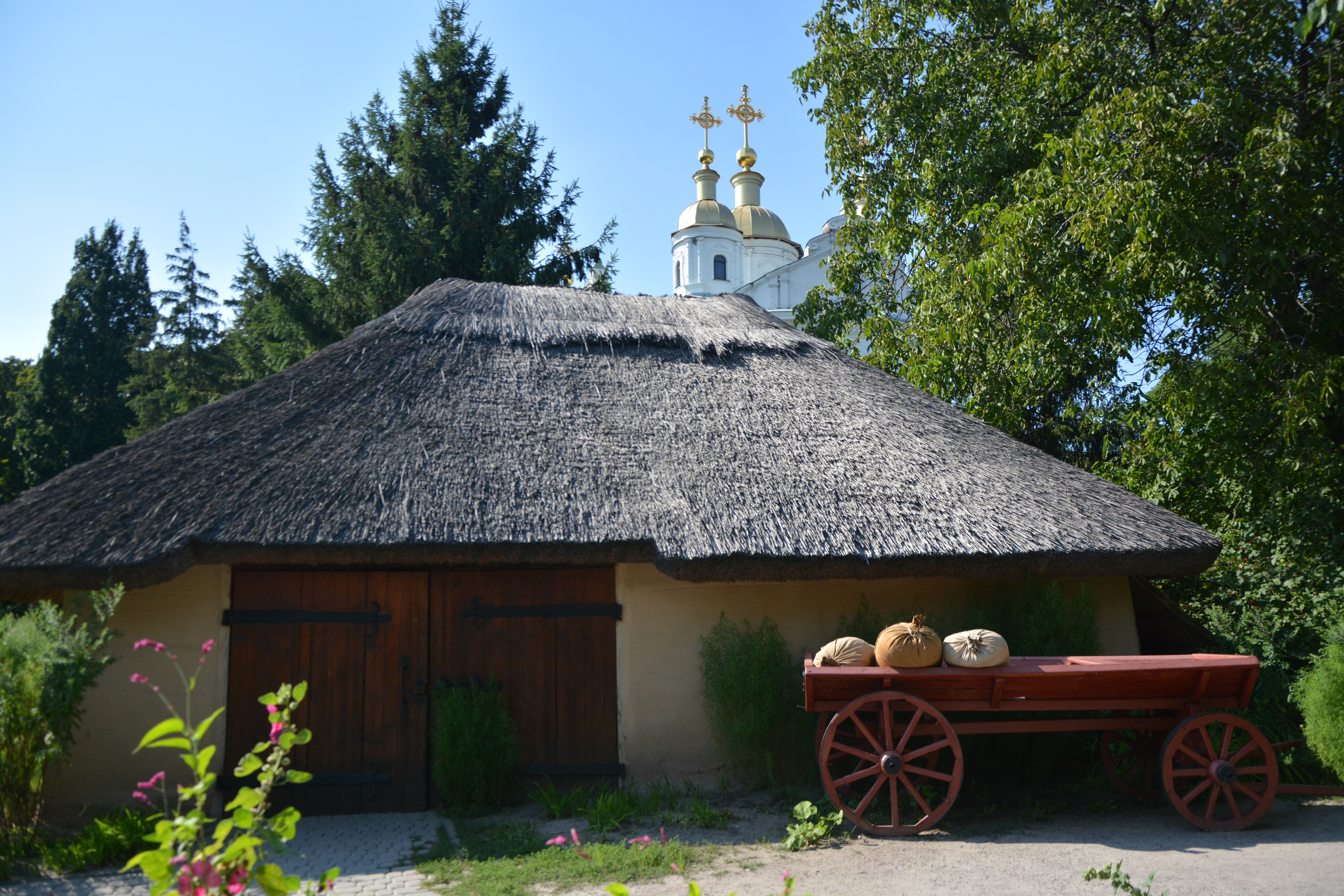
Комора Івана Котляревського. Музей у Полтаві

## Забобони. Народні вірування. Обрядовий народний побут
Комори згадуються в легендах та переказах. Цим будівлям приписували чудодійну силу, що зачаровує або очищає. На Поліссі вірили, що в садибі колотнечу завжди зчиняє бісівське плем'я: чорти дратують коней і заплутують їм гриви; відьми підстерігають жінок, щоб заподіяти їм лихо, і лише кліті (комори) були недосяжними для них. У коморах ховали дітей від «злого ока», ворожки зберігали в коморах «цілюще зілля». Саме тому туди завжди виставляли коровай нареченої, щоб очистити його від злих духів. Тут же відбувалися «покладини» молодят під час весільного обряду, де вони ночували перші місяці.
У деяких місцевостях на свята в морозяні ночі люди бігли до комори і прислухалися до звуків, що долинали за стіною. Якщо долинало шелестіння зерна, то це було ознакою доброго врожаю.
Комори згадуються в легендах і переказах. Цим будівлям приписували чудодійну силу, яка зачаровує або очищає. На Поліссі вірили, що в садибі колотнечу завжди зчиняє бісівське плем'я: чорти дратували коней і заплутували їм гриви; відьми чатували на жінок, щоб заподіяти їм лихо, і лише кліті (комори) були їм недосяжні. Дітей ховали в коморах від «злого ока», в коморах ворожили, тримали «цілюще зілля». Тому сюди завжди виставляли коровай нареченої для очищення від злих духів. Тут відбувалися «покладини» молодих під час весільного обряду, де вони й ночували перші місяці.
Кліть як спальня молодої пари часто згадується у литовських і латиських народних піснях, а в Норвегії та Швеції у великих сім'ях було прийнято для кожної пари мати окрему кліть.

|                                                          | \| Іди, мила, до комори спати, Буду тобі всю правду казати. \| |
| Іди, мила, до комори спати, Буду тобі всю правду казати. |                                                                |
|                                                                                          | \| Ой, в мене коморонька новая, В тій комороньці постілонька тисовая. \| |
| — про те, що комори були місцем для відпочинку, дізнаємося з українських народних пісень |                                                                          |
| Ой, в мене коморонька новая, В тій комороньці постілонька тисовая.                       |                                                                          |

Весілля в українському народному побуті є складною сумішшю обрядів різних періодів, в якій виділяються елементи родової екзогамної епохи, впливи грецько-візантійського релігійно-містичного характеру та новіші українські. Одним серед багатьох основних актів у ньому була «комора».
У весільному обряді комора — місце першої шлюбної ночі молодих і сам ритуал першої шлюбної ночі; у коморі готували шлюбне ложе для молодих, клали хліб і сіль біля їхніх голів, ставили образ; свашки співали: «Ой, хто буде спати, Будем йому на постіль слати: Соломку в головки, сінця під колінця, А м'яти під п'яти, Щоб було м'яко спати»; старости тричі благословляли молодих, після чого дружко за кінці хустини вів молодих до комори; обряд виведення молодих з комори і представлення їх гостям також урочисто виконувався після показу сорочки молодих після шлюбної ночі. «Обряд комори» — особливий звичай першої шлюбної ночі, який був одним із визначальних в українській весільній обрядовості аж до середини ХХ століття.

### Прислів'я
- Ґазду можна пізнати по дворові, ґаздиню по коморі
- У червні на полі густо, а в коморі пусто
- Роби надворі — буде й у коморі
- В мене дві повні комори: в одній злидні, в другій горе
- В коморі пусто, в стодолі порожньо, а в хаті лиш одна верета
- Заблукав між хатою і коморою

## Галерея

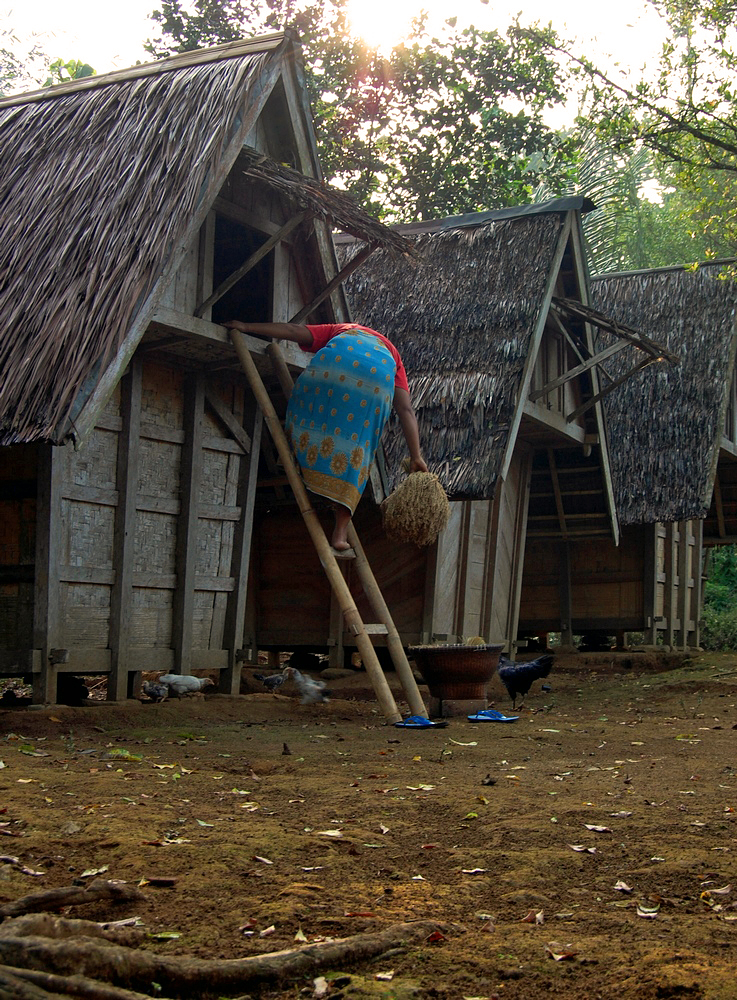
«Лейт» — сунданська традиційна рисова комора. Село Касепухан, Західна Ява, Індонезія.
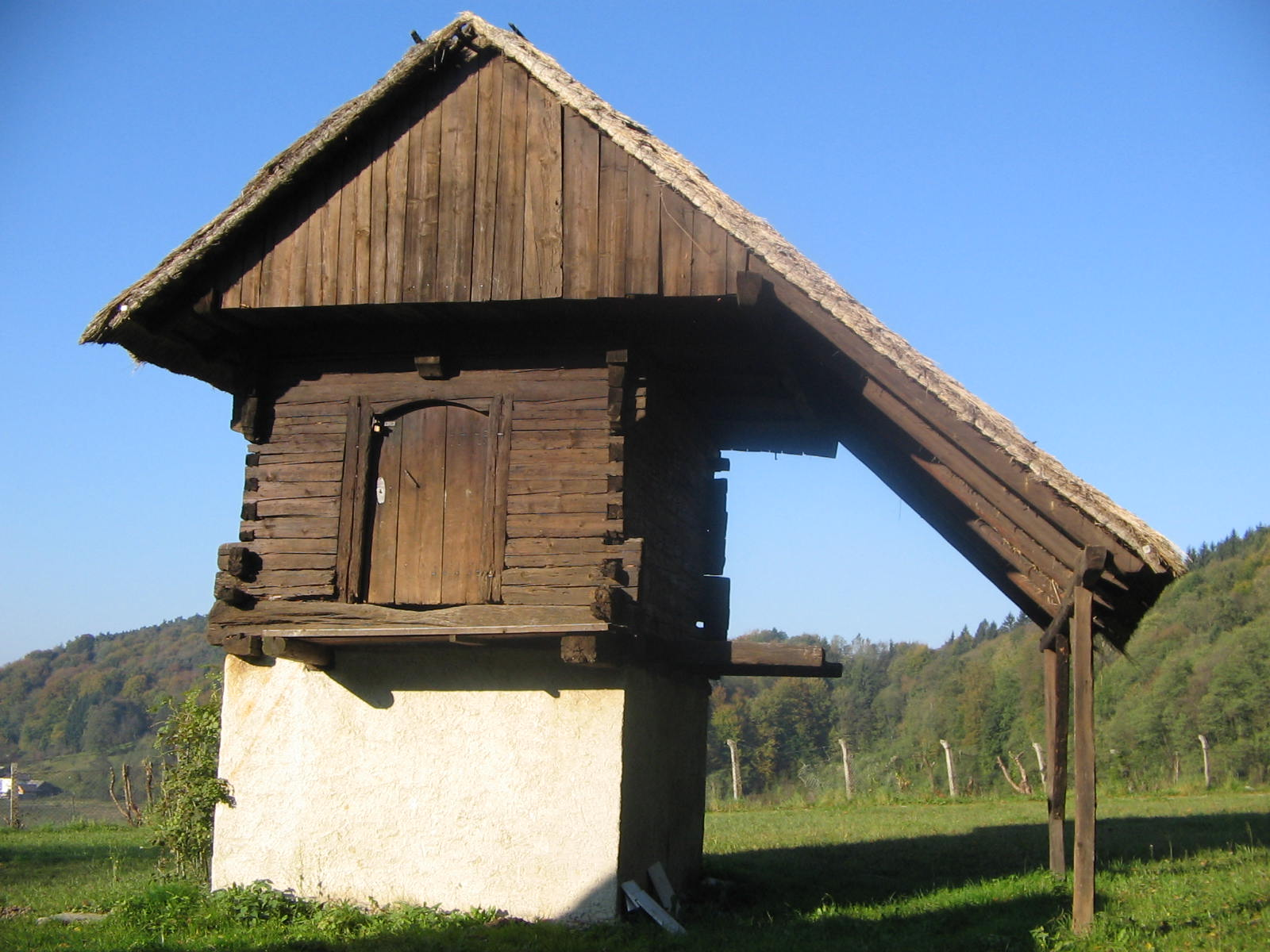
Зерносховище в Словенії. Початок XIX століття.
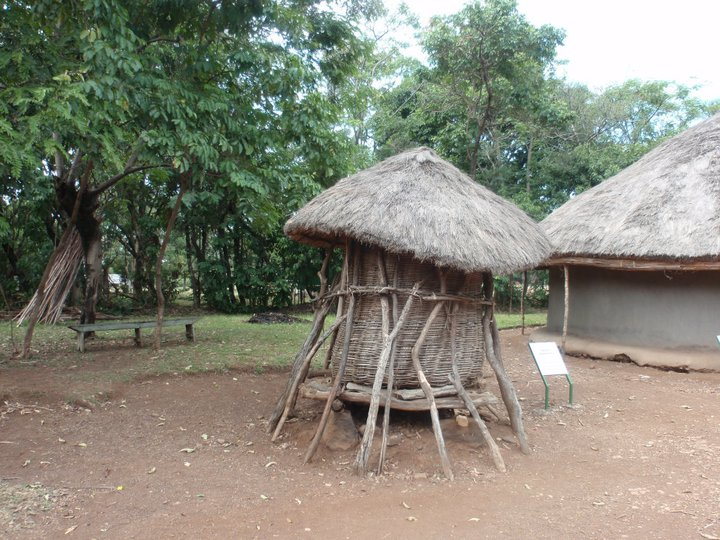
Зерносховище в Кенії. Експонат музею Кісуму. Комора народу Луо.
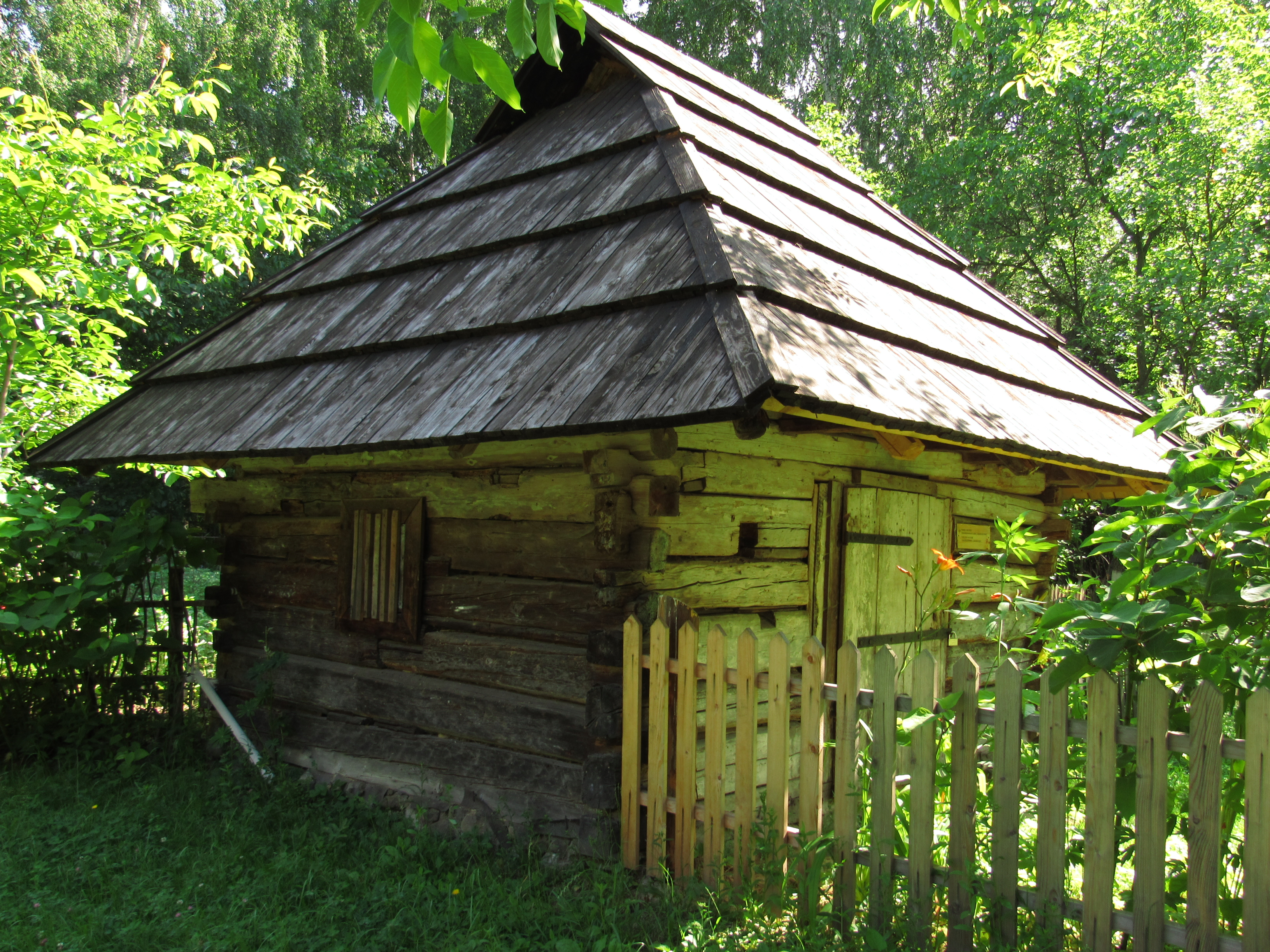
Комора з с.Люта Великоберезнянського р-ну Закарпатської обл. (Львів, вул.Чернеча Гора, 1)
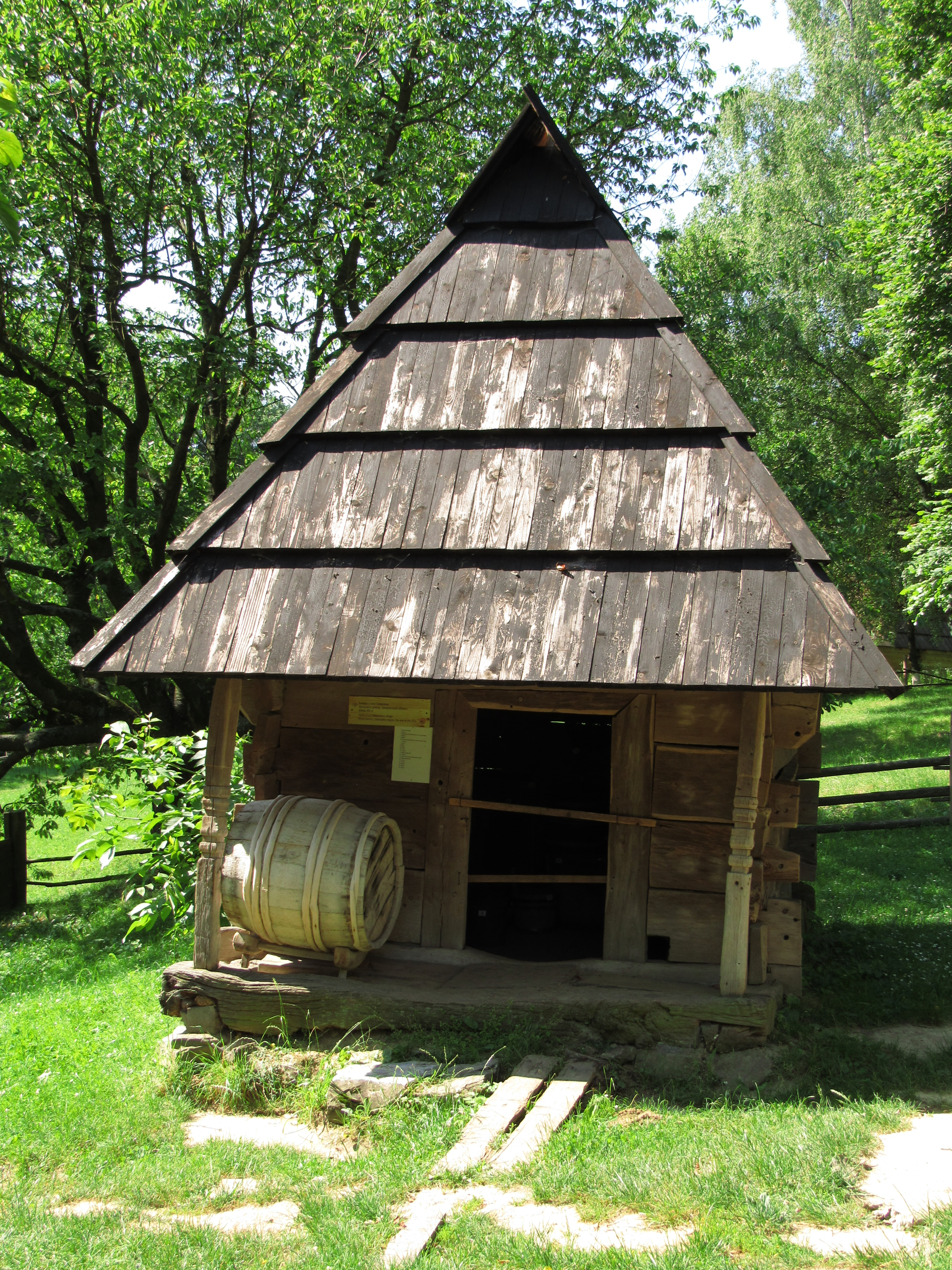
Комора з с.Сокирниця Хустського р-ну Закарпатської обл. (Львів, вул.Чернеча Гора, 1)

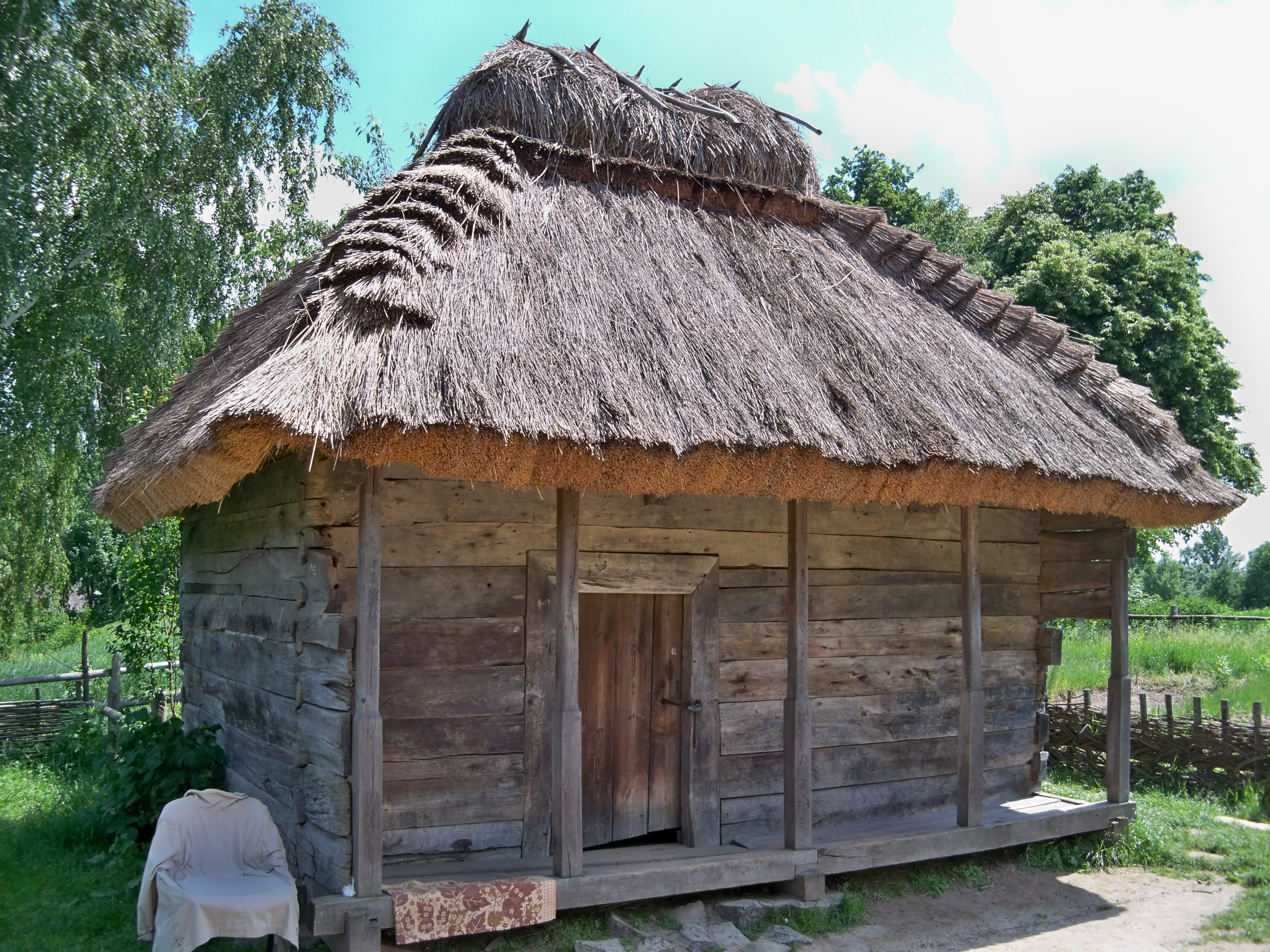
Комора з села Хижинці Лисянського району Черкаської області (Київ, Пирогів)
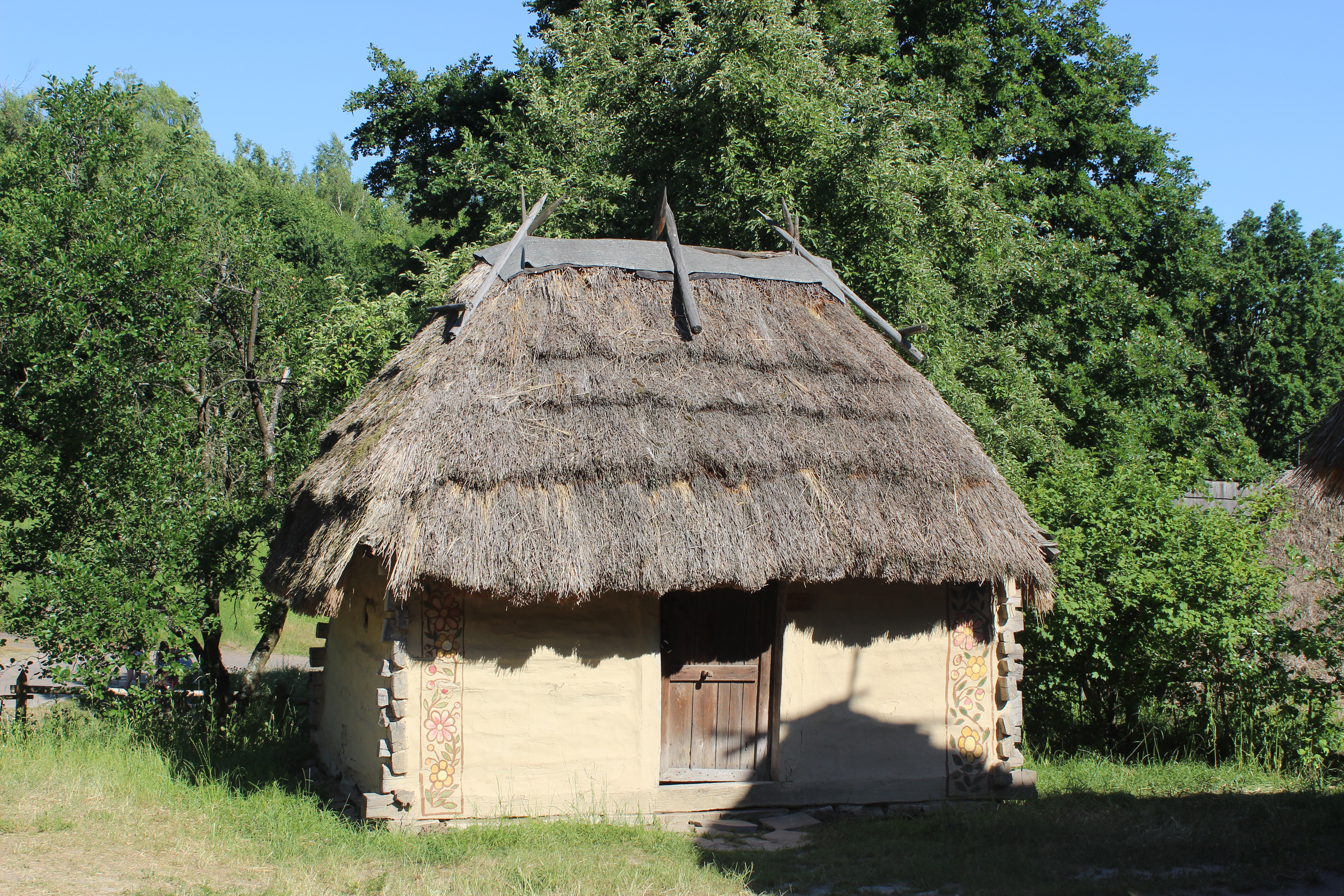
Комора з села Медведівці Мукачівського району Закарпатської області (Київ, Пирогів)
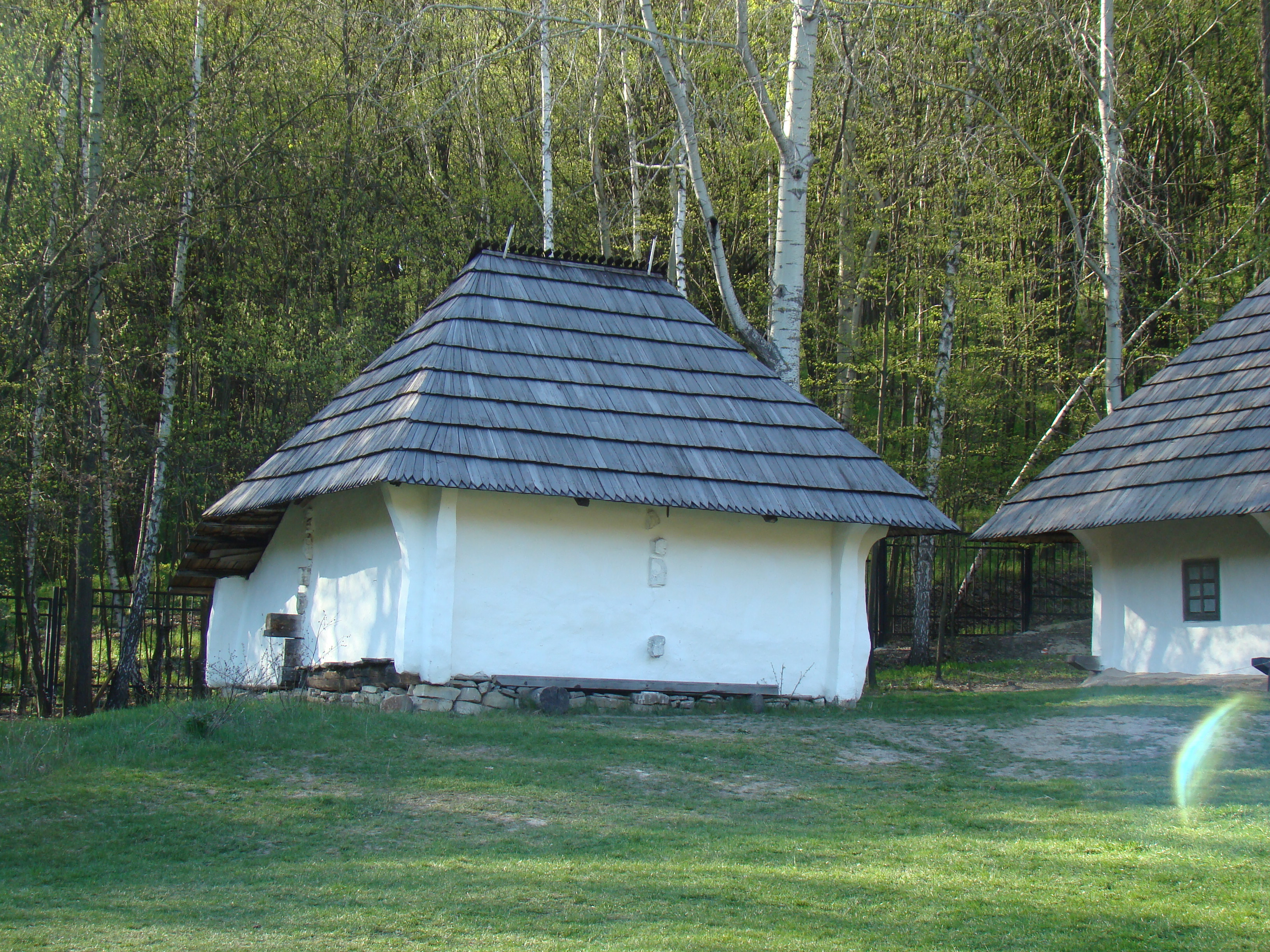
Комора з села Великий Кучурів Сторожинецького району Чернівецької області (Київ, Пирогів)
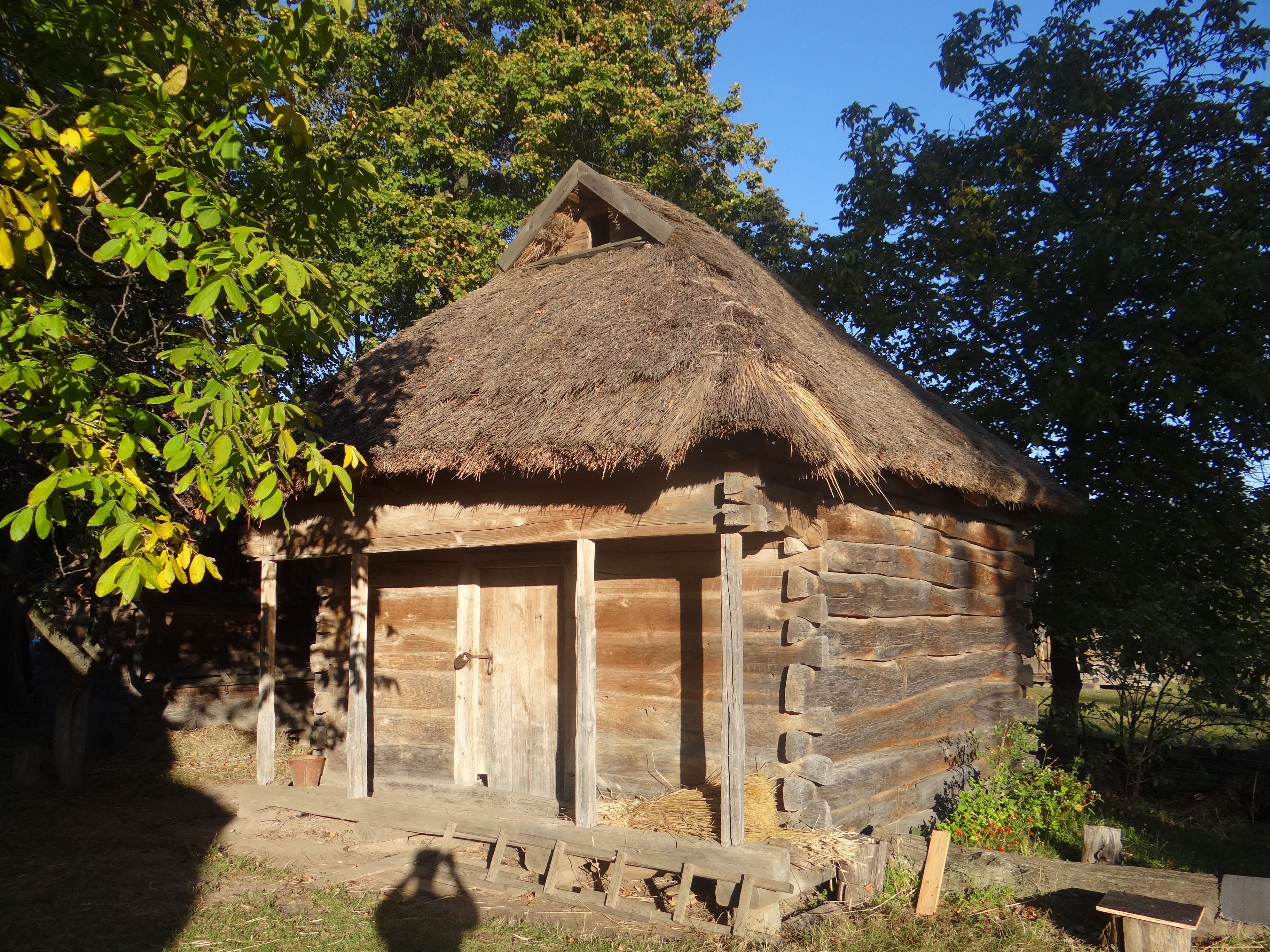
Комора з села Савинці Миргородського району Полтавської області (Київ, Пирогів)
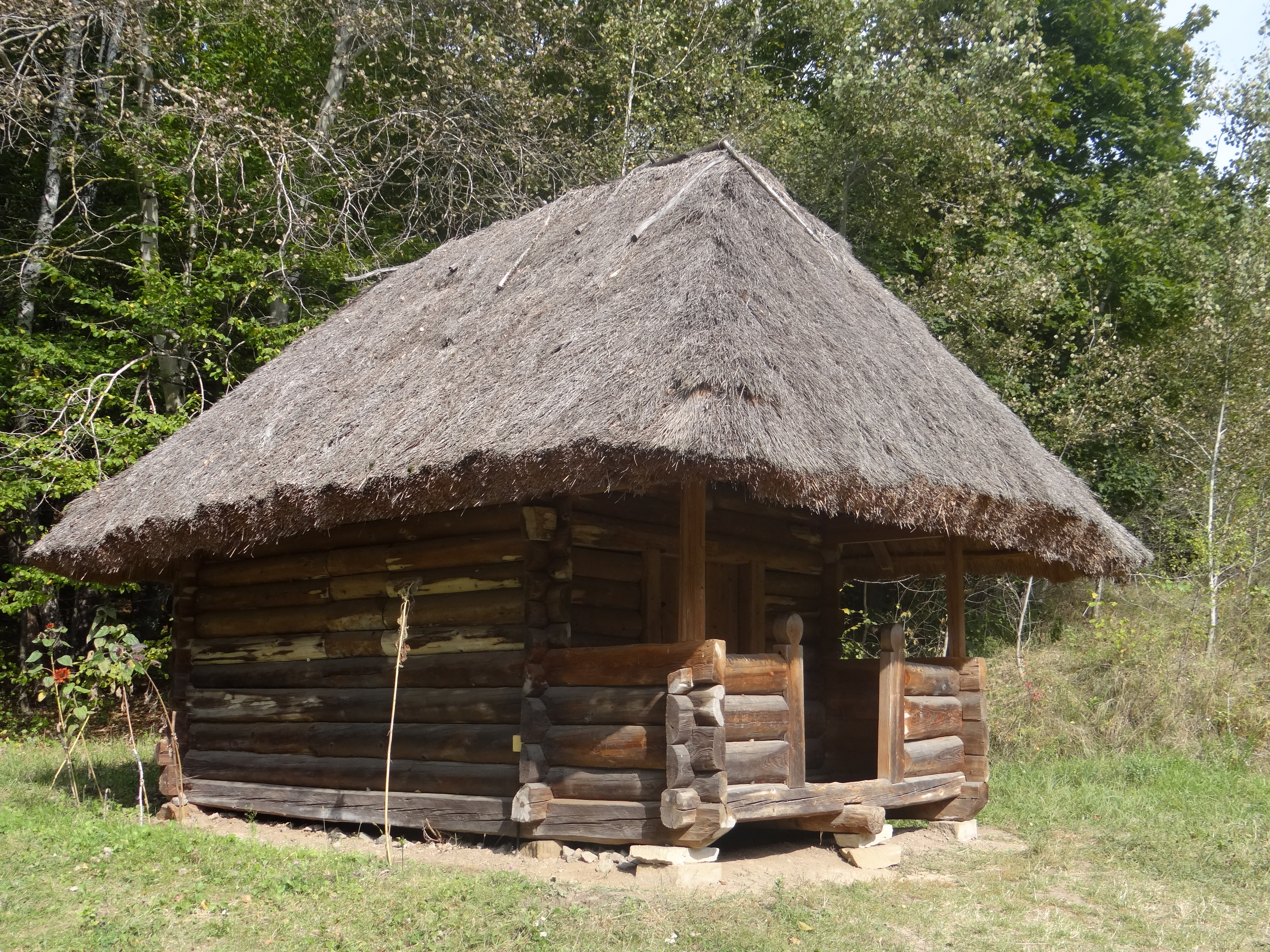
Комора з села Коритне Вижницького району Чернівецької області (Київ, Пирогів)
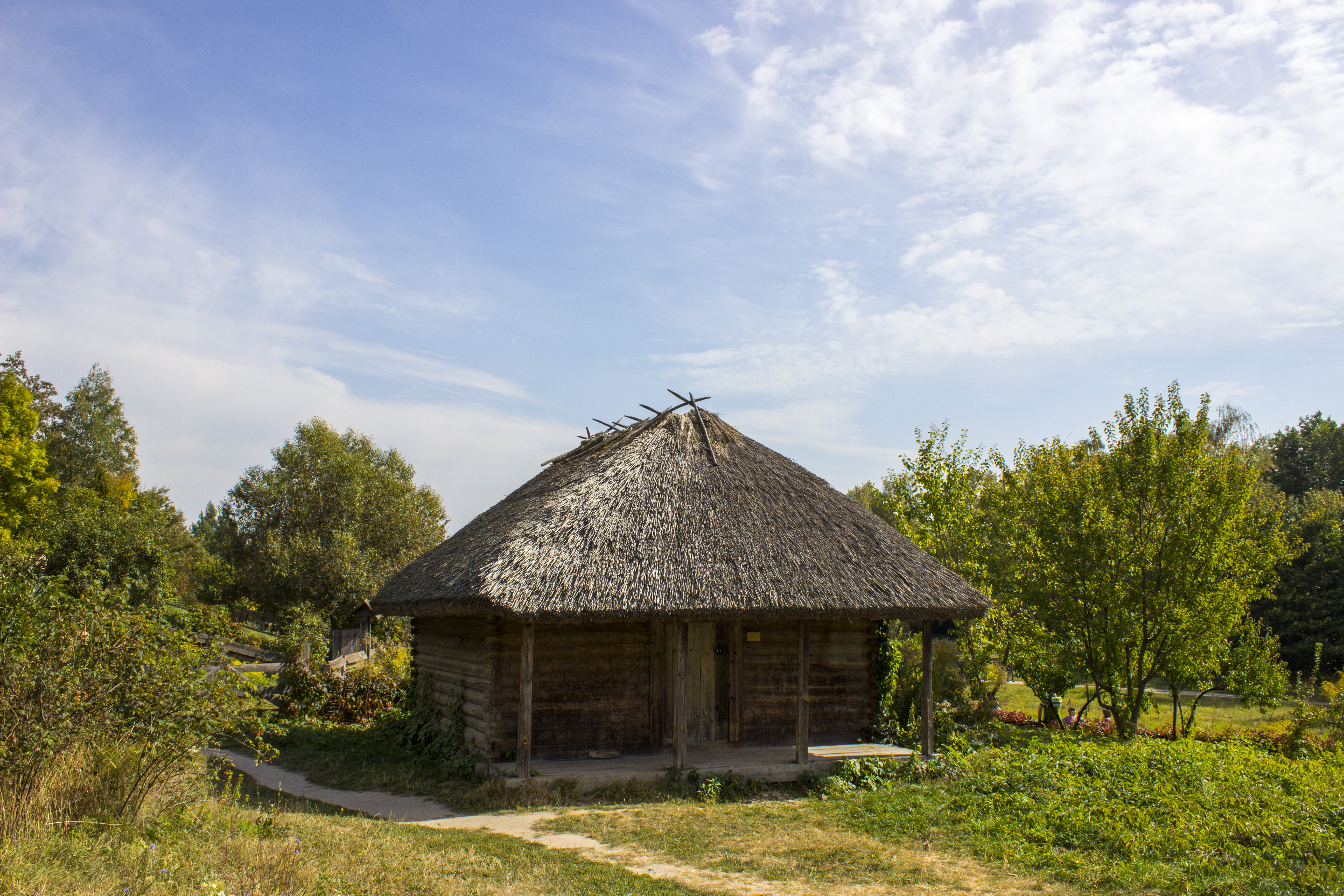
Комора з села Мала Каратуль Переяслав-Хмельницького району Київської області. Початок XX століття
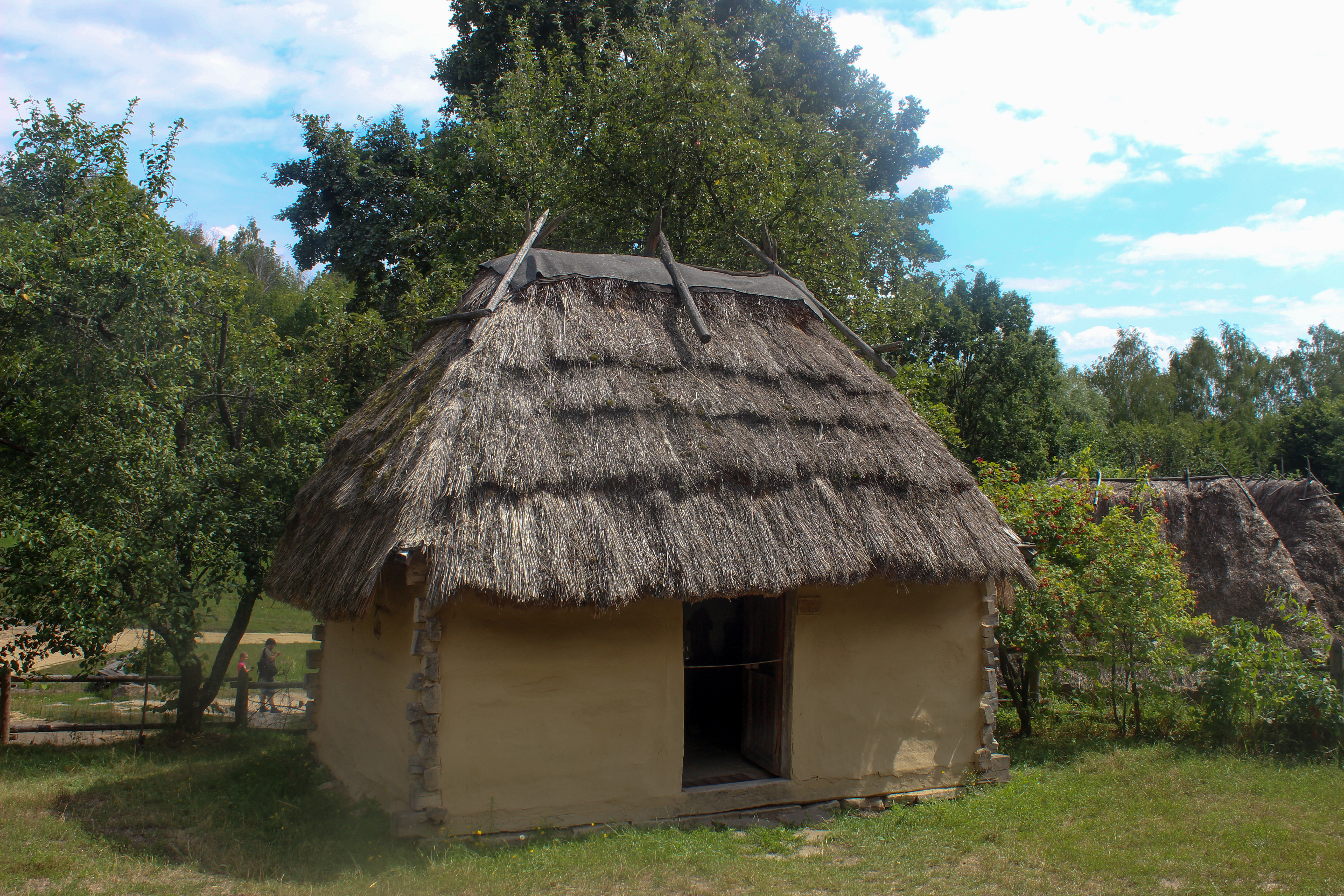
Комора з села Медведівці Мукачівського району Закарпатської області. Музей у Пирогові.
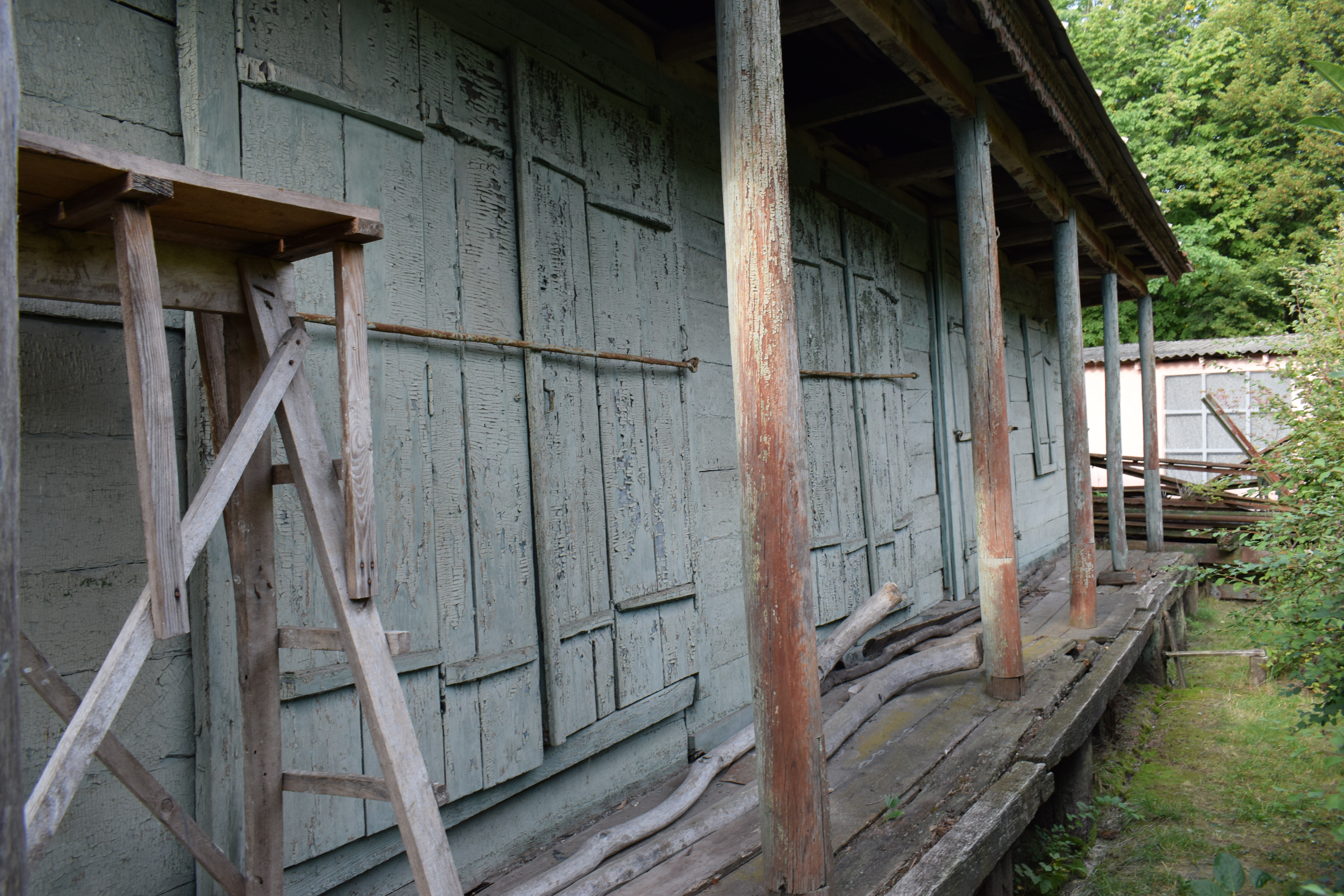
Зерносховище з с. Чайківщина Оржицького району Полтавської області, Переяслав-Хмельницький, вул. Літописна, 2, в південній частині музею
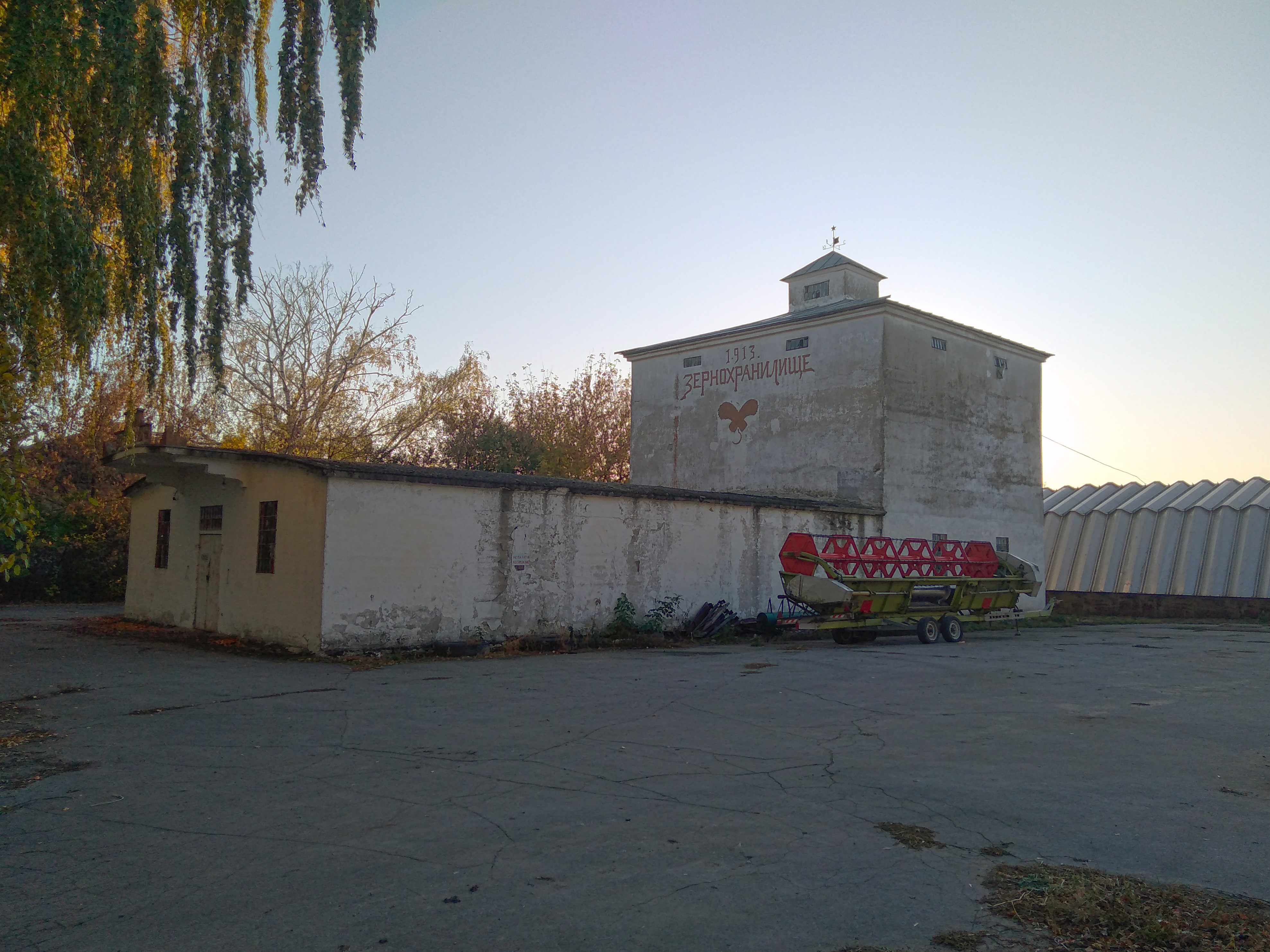
Зерносховище 1913 року у Верхівні, Житомирська область.
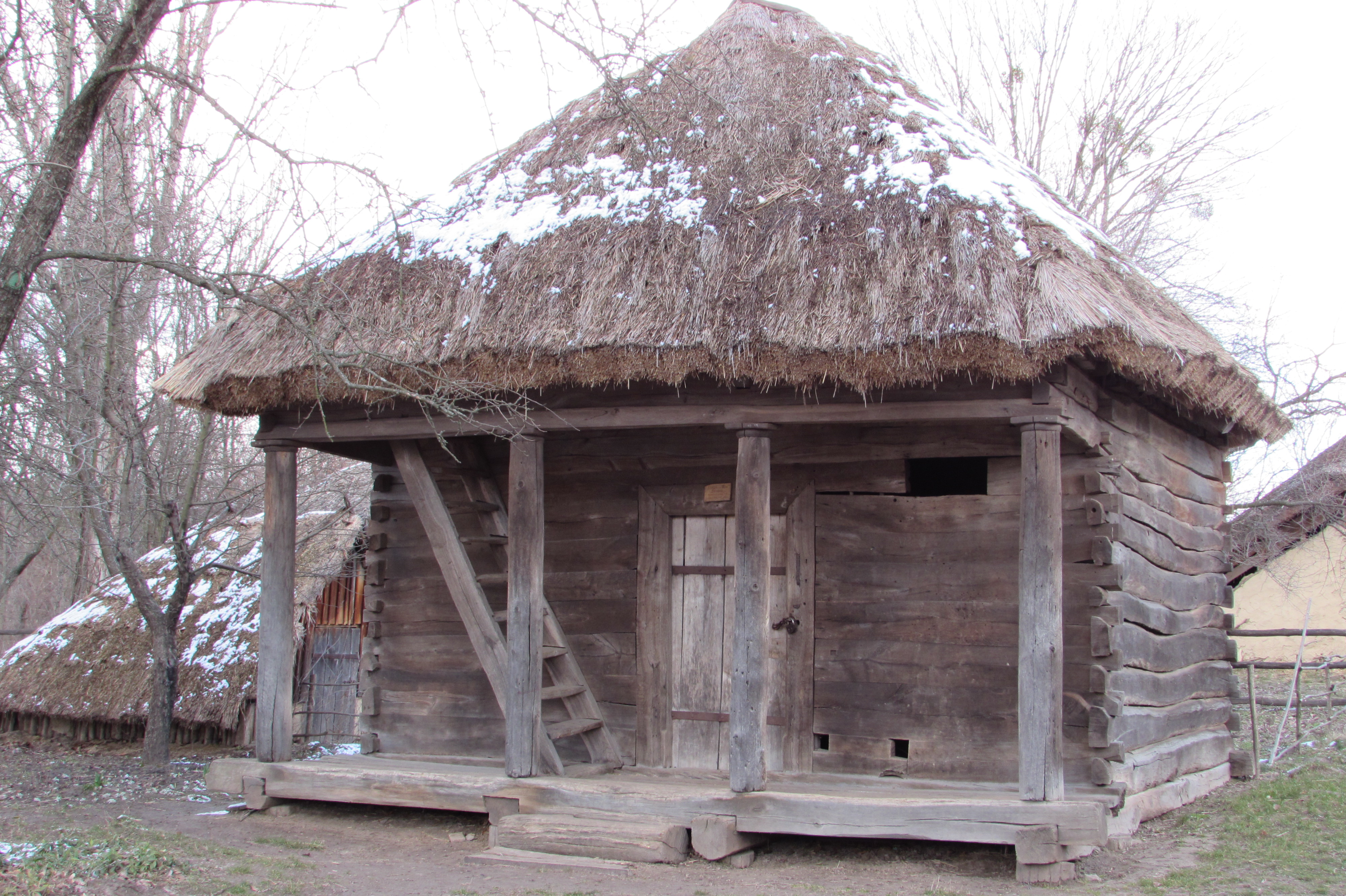
Комора з с. Деревки. Музей у Пирогові.

## Короткі пояснення
1. ↑  Відгороджене місце в коморі, зерносховищі і т. ін. для зсипання зерна або великий і високий, звичайно нерухомий ящик з лядою для зсипання зерна, борошна.
 Джерело: Словник української мови: в 11 т. — К.: Наукова думка, 1970—1980. http://sum.in.ua/s/zasik.
2. ↑  виграє; здобуває коня у самого короля чи у пана, перевершуючи їх у грі.
Джерело: Народні пісні в записах Івана Вагилевича / Упоряд., вст. ст. і прим. М.Й. Шалати. Київ: Музична Україна, 1983. 160 с.